# Kecskemét
Kecskemét (németül: Ketschkemet, latinul: Aegopolis, horvátul: Kečkemit) megyei jogú város, Bács-Kiskun vármegye és a Kecskeméti járás székhelye. Lakónépesség szerint a Dél-Alföldön a második és Magyarországon a nyolcadik legnagyobb, közigazgatási terület szerint Magyarországon a hetedik, a Dél-Alföldön a harmadik legnagyobb település. Bács-Kiskun vármegye népességének mintegy 22%-a él Kecskeméten. Félúton fekszik a főváros Budapest és az ország harmadik legnagyobb települése, a Dél-Alföld központja, Szeged között, mindkettőtől 86 kilométerre.
Ásatások során a régészek bronzkori urnákat találták, emellett a piarista gimnázium építése során avar sírokat is fedeztek fel. A helyet először 1368-ban említik városként. A török korban is különleges jogokkal rendelkezett, ugyanis közvetlen a budai pasának adózott. A fejlődés alapja a szarvasmarha-tenyésztés és ennek alapján a szarvasmarha-, szőrmés- és kovács-kereskedelem volt.
1710-ben került a város a Habsburg-család kezére és 1867-ig Bécs fennhatósága alatt maradt. 1834-ben a város felszabadult a földesurak függősége alól, megkezdték a közösségi telken elhelyezkedő nagybirtokok telkekre bontását, és számos állandóan lakott egyéni gazdaság (tanya) épült a Pusztán. Az ugar homoktalaj megkötésére a 19. század első felében több millió gyümölcsfát ültettek. 1900-ra a város lakosságának fele már ilyen egyéni tanyákon élt.
A virágzó mezőgazdaság és az 1867-es osztrák-magyar kiegyezéssel kezdődött meg az ipar fellendülése, nagy polgárságot hozott létre, amely a századfordulón számos szecessziós épülettel gazdagította a városközpontot. 1911. július 8-án erős földrengés rázta meg Kecskemétet, amely nagy károkat okozott. 1950-ben a város közigazgatási jelentőségre tett szert: területileg legnagyobb megye, Bács-Kiskun megye székhelye lett.
2008. június 18-án a német Daimler autógyártó bejelentette, hogy 800 millió euró értékű Mercedes-Benz gyártóüzemet tervez építeni Kecskeméten. A régió egyik legnagyobb üzeme több ezer embernek ad munkát.

## Nevének eredete
A földrajzi nevek etimológusa szerint a szó eredeti alakja Kecskemed lehetett, amiből a med utótag száraz medret, időnként kiszáradó eret jelentett (hasonlóan a Homokmégy, Nemesmedves, Medina helységnevekhez).
Más nyelvészek szerint a mét pedig járást, menetet jelent. (Bolgárul a „kozicska meta” kecskejárást jelent). A kecske mellett szól, hogy a 13. században Szent Miklós püspök – a legrégibb helybéli templomnak – a Barátok templomának védőszentje, a megtérített új híveknek tenyésztésre kecskét ajándékozott. Az egykori történelmi iratok Aegopolisnak, azaz Kecskevárosnak hívták a települést, s a város régi, fatárgyat, állatot megjelölő égetőbélyegzője a Bak csillagkép jegyével egyezett.
Kecskemét horvát neve két alakban létezik. A hercegszántóiak Kečkemerac-nak, a felsőszentivániak Kečkemit-nek nevezik, míg bolgár nyelven Кечкемет a város neve.

## Fekvése
A nagyvárosok közül Kecskemét fekszik a legközelebb az ország mértani középpontjához, Pusztavacshoz. A Duna-Tisza közén, a Kiskunsági löszös hát közepén elhelyezkedő város a kedvező helyi adottságoknak köszönheti a létét. Az ország minden részéből könnyen megközelíthető, Budapesttől autópályán kb. 45 percnyire fekszik.

## Története

### Kezdetek
Közvetlen környékét már az i. e. 3000-ben is lakták. A bronzkorból egy urnatemető is előkerült. A népvándorlás idején először a szkíták, majd a szarmata származású jazigok, később a hunok, a gótok és a gepidák, végül a nomád avarok birodalma a vidék. A piarista gimnázium építésekor avar sírokra bukkantak.

### Középkor
Kecskemét fontos alföldi kereskedelmi út mellett feküdt, vámszedő- és vásározóhelyként hamar városként kiemelkedett a környező települések közül, 1368-ban már városként említi Nagy Lajos király egyik oklevele. Luxemburgi Erzsébet királyné 1439-ben elzálogosította. Ekkor kun szállásterületnek számított, a Kecskemét-szék központja.

### Újkor
A török hódoltság időszakában az állandó harcok, majd a szpáhi földesurak sanyargatásai miatt a palánkokkal védett városba menekültek a környék lakói. Kecskemétet a természetes védelmen kívül különleges és kivételezett jogi helyzete is megkímélte az állandó zaklatástól, ugyanis a budai pasának közvetlenül adózott, s így annak védelmét is élvezte; később a szultáni kincstár birtoka lett. A török időket túlélő városnak nagy pusztítást okozott a rácok kegyetlen támadása 1707. április 3-án.
Már a Rákóczi-szabadságharc végén, 1710-ben végleg Habsburg-kézre kerül, s mint halmaztelepülés fejlődik tovább. A városkép egyébként – akár szinte valamennyi alföldi mezővárosé – övezetes szerkezetet mutat: legkívül a tanyavilág; ezt követik befelé haladva a kertek és gyümölcsösök, kisebb-nagyobb házakkal; majd a falusias jellegű, még közelebb a központhoz – már a sáncárkokon belül – kövezett kisvárosi utcák következnek akácfákkal szegélyezve, végül a nagyvárosias mag.
Leírás a településről a 18. század végén:

„KECSKEMÉT: Népes jó magyar mező Város Pest Várm. földes Urai G. Koháry, G. Károlyi, Gr. Csáky, G. Áspremont, és több Urak, lakosai katolikusok, reformátusok, evangelik és ó hitűek kevesen, fekszik Pesthez tíz mértföldnyire. Nevezetesebbek épűletei között a’ Város háza, a’ katona Tisztek háza, az árvák háza; a’ Város Archivumja is nevezetes itten, némelly Török színes selyem takarékban lévő levelekről, mellyek mai napig is fent tartatnak, ’s a’ t. Diszesiti e’ Várost a’ Piáristáknak szép Lajstromjok, nevezetes Oskolájok, és Szentegyházok, a’ Francziskánusok épűlete, és a’ reformátusoknak Templomjok, ’s népes oskolájok. Újjabb épűletez az 1794/5 esztendőbéli igen szerentsésen égés által, már most még díszesebbek. A’ Város nagyon meszsze terjed, ’s a’ sok majorságok által is nem kevéssé nagyobbittatik. Határja az egész Országban híres, kivált igen nagy pusztájik, mellyeken olly számos gulyák, és ménesek neveltetnek, ’s leg főbb jövedelmek alkalmasint innen származik a’ lakosoknak; kerti szőleik bőven termők, gyümölcsök is sok terem, vizek szűken van, ’s leg inkább száraz malmokban őrlenek, mindazáltal a’ Kecskeméti Aszszonyok híres kenyereket sütnek. Széksójok is nevezetes, és jó szappant tudnak segedelmével készíteni. Határja leg inkább homokos, el adasra helyben is jó módgyok van ugyan; de sokan Pestre is járnak eladás végett. Vajok, sajtyok, borok petsenyéjek elég van a’ Kecskemétieknek, gabonájok szokott elég teremni, népességéhez képest, hanem azt gyümöltsért szokták meg tserélni, pusztáji sokak, azért sok marhákat, és számos birkákat nevelnek, szűkölködik ivó víz nélkűl, mellyet kivűről kell hordani, mivel a’ Városi kútak salétromosak lévén, az emberek vizét nem ihattyák, fájok szűken van, mindazáltal bóldog, és nyúgodalmas lakást szolgáltat jó magyar lakosainak. (Vályi András: Magyar országnak leírása, 1796–1799)”

### 19–20. század
A polgári átalakulás fontos állomása, hogy 1832-ben egy összegben megváltották hűbéri terheit. Ekkor kezd kibontakozni a tájra mindmáig meglehetősen jellemző homoki kertészkedés és szőlőkultúra.

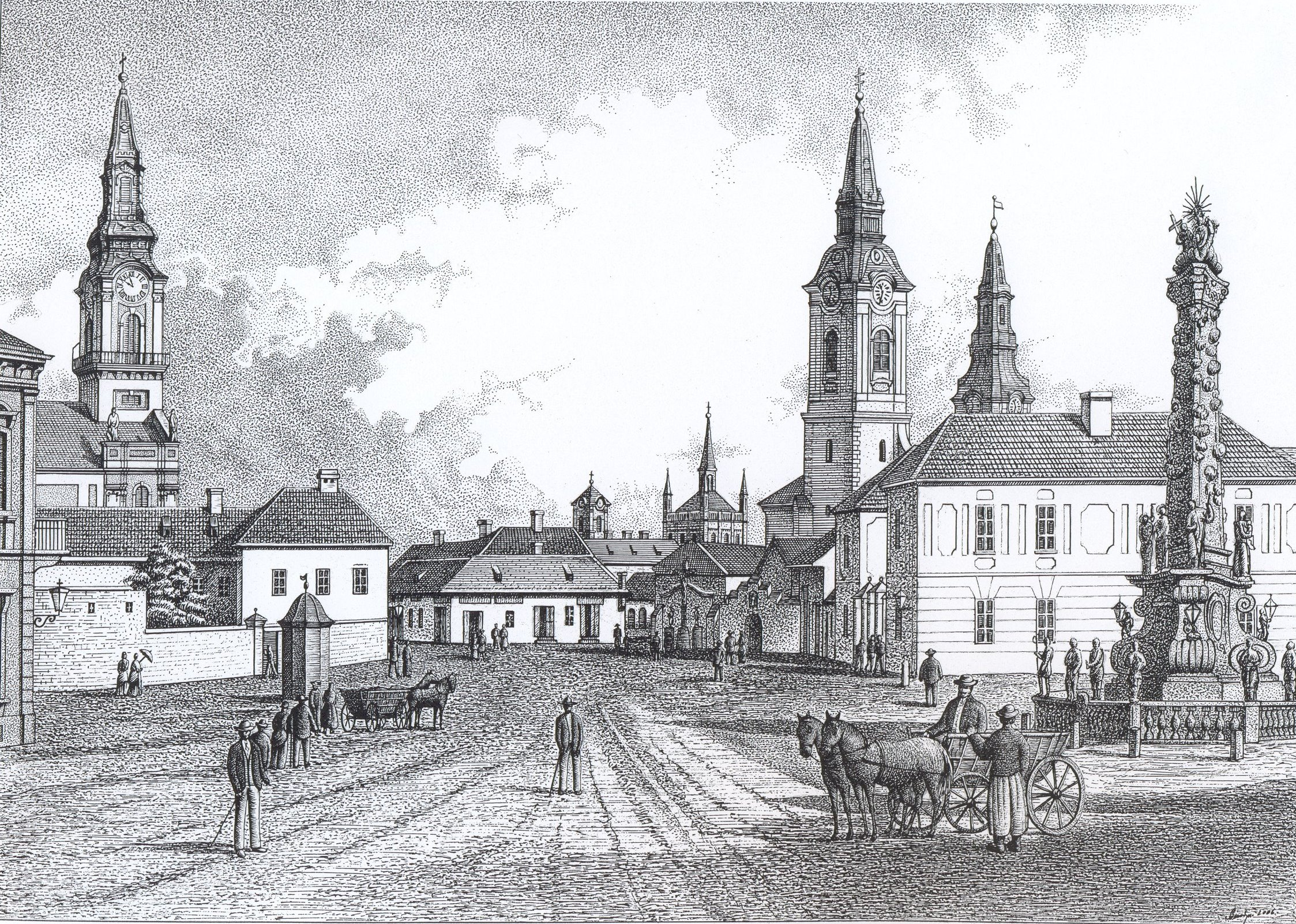
Kecskemét központja a 20. század elején. Somorjai Ferenc grafikája

A város az elsők között kapcsolódott be az 1848-as honvédtoborzásba: 1848. szeptember 25-én a régi vásártéren mondta el Kossuth Lajos híres hadba hívó beszédét. A kiegyezés után, 1868-ban innen indul ki az Asztalos János vezette parasztmozgalom, mely országos méreteket ölt. A város háziezrede ekkoriban a császári és királyi 38. Mollináry gyalogezred volt. A 19. század végén indult meg a város látványos fejlődése, amikor a filoxéravész szinte teljesen elpusztította az ország hegyvidéki szőlőit, ugyanakkor a lazább homoktalajon jelentéktelen volt a kártétele. Az 1870-es években a város környékén nagyobb szőlőültetvények alakultak ki, megvetve a 20. század első felére jellemző szőlő-gyümölcs gazdaság alapjait Kecskeméten. Szintén 1870-ben Kecskemét megkapja a törvényhatósági jogú város címet. Ma is működő büntetés-végrehajtási intézetét 1904-ben építették Wagner Gyula építész tervei alapján. A kész épületegyüttest Kecskemét városa „ajándék” címén a Magyar Állam tulajdonába adta. 1911. július 8-án a 20. század második legnagyobb magyarországi földrengése rázta meg a várost. A rengés intenzitása VIII, magnitúdója pedig 5,6 volt, amelynek során több száz lakóépület, valamint középületek, köztük a református templom rongálódott meg súlyosan. A földrengés 8 millió aranykorona értékű kárt okozott.
A 19. századi fejlődést az 1929–33-as nagy gazdasági világválság törte meg először, majd a háborús esztendők következtek, sok kecskeméti férfi a MK 7. Zrínyi Miklós Gyalogezred, illetve ennek ikerezrede, a 37. gyalogezred kötelékében vett részt a világháborúban. A várost 1944 november elsején foglalták el a szovjet csapatok. 1945 után pedig teljesen új helyzetet teremtett a gyökeresen átalakult társadalmi-politikai rendszer: történetében először Kecskemét jelentős közigazgatási szerepkört kapott, az ország legnagyobb területű megyéjének, Bács-Kiskun megyének lett székhelye 1950-ben.

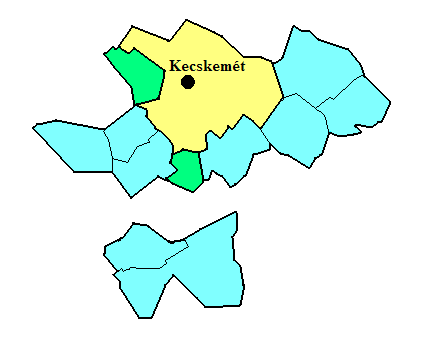

Kecskemét közigazgatási területéből 1950-ben vált ki Bugac, Lakitelek és Nyárlőrinc, 1952-ben Ágasegyháza, Helvécia, Lászlófalva (mai nevén Szentkirály), Városföld, továbbá Hetényegyháza, mely utóbbi községet 1981-ben visszacsatoltak Kecskeméthez, végül 1954-ben vált külön a várostól Ballószög.

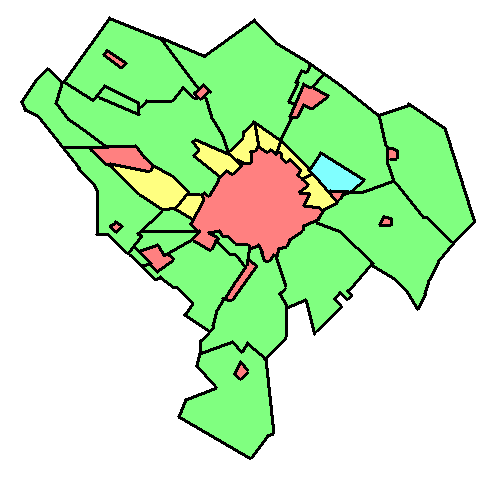
Kecskemét területének felosztása. Piros szín jelöli a belterületeket, sárga az ún. kertségeket, kék a repülőteret és zöld az egyéb (jellemzően tanyás) külterületeket

Az 1956-os forradalom idején a tüntetések során többen estek áldozatul sortüzeknek, elsőként október 26-án. Másnap, október 27-én Kecskemét Cigányvárost tankokkal döntötték romba, két MiG-15-ös vadászrepülő is gépágyúzta a cigánytelepet. Szemtanúk és történészek szerint sok sebesült és több halálos áldozat is volt a kegyetlen akció miatt.

## Közélete

### Polgármester-lista
| Név                       | Jelölő szervezet   | Időtartam | Megjegyzés / Források |
| ------------------------- | ------------------ | --------- | --- |
| Merász József             | ...                | 1990–1994 | Az 1990-es polgármester-választásról a Nemzeti Választási Iroda publikus nyilvántartása alapján csak annak végeredménye állapítható meg. |
| Katona László             | MDF-KDNP-FKgP-MIÉP | 1994–1998 | Az 1994-es választási eredmények: |
| Dr. Szécsi Gábor István   | Fidesz-MDF-VP      | 1998–2006 | Az 1998-as választási eredmények: |
| Dr. Szécsi Gábor István   | Fidesz, MDF        | 1998–2006 | A 2002-es választási eredmények: |
| Dr. Zombor Gábor          | Fidesz             | 2006–2014 | A 2006-os választási eredmények: |
| Dr. Zombor Gábor          | Fidesz-KDNP        | 2006–2014 | A 2010-es választási eredmények: |
| Szemereyné Pataki Klaudia | Fidesz-KDNP        | 2014–     | A 2014-es választási eredmények: |
| Szemereyné Pataki Klaudia | Fidesz-KDNP        | 2014–     | A 2019-es választási eredmények: |
| Szemereyné Pataki Klaudia | Fidesz-KDNP        | 2014–     | A 2024-es választási eredmények: |

### Országgyűlési képviselők
Kecskemét jelenlegi országgyűlési képviselői:
- Dr. Salacz László (Fidesz-KDNP) – Bács-Kiskun vármegye 1. választókerület
- Dr. Szeberényi Gyula Tamás (Fidesz-KDNP) – Bács-Kiskun vármegye 2. választókerület
- Kecskemét országgyűlési képviselőinek listája

### A 2024-es önkormányzati választás eredménye
- A polgármester-választás eredménye[23]

| Jelölt neve               | Jelölő szervezet(ek) | Jelölő szervezet(ek)                                                                | Szavazatok száma | Szavazatok aránya |
| ------------------------- | -------------------- | ----------------------------------------------------------------------------------- | ---------------- | ----------------- |
| Szemereyné Pataki Klaudia |                      | Fidesz-KDNP                                                                         | 19 526           | 41,89%            |
| Király József             |                      | Szövetség a Hírös Városért Egyesület – DK – LMP – Zöldek – MSZP – Párbeszéd- ZÖLDEK | 13 786           | 29,57%            |
| Hódi Zsuzsanna            |                      | Mi Hazánk                                                                           | 5240             | 11,24%            |
| Dr. Kara László           |                      | Független                                                                           | 3868             | 8,30%             |
| Dr. Klinger Ádám András   |                      | Civil Összefogás Városunkért Egyesület                                              | 3212             | 6,89%             |
| Bodrogi Tamás             |                      | Válasszon Jövőt!                                                                    | 984              | 2,11%             |
| Összesen                  |                      |                                                                                     | 46 616           | 100%              |

- A képviselőtestület-választás eredménye[24]

| Párt | Párt                                                                                | Mandátumok | Képviselő-testület | Képviselő-testület | Képviselő-testület | Képviselő-testület | Képviselő-testület | Képviselő-testület | Képviselő-testület | Képviselő-testület | Képviselő-testület | Képviselő-testület | Képviselő-testület | Képviselő-testület | Képviselő-testület | Képviselő-testület | Képviselő-testület |
| ---- | ----------------------------------------------------------------------------------- | ---------- | ------------------ | ------------------ | ------------------ | ------------------ | ------------------ | ------------------ | ------------------ | ------------------ | ------------------ | ------------------ | ------------------ | ------------------ | ------------------ | ------------------ | ------------------ |
|      | Magyar Polgári Szövetség – KDNP                                                     | 13         | P                  |                    |                    |                    |                    |                    |                    |                    |                    |                    |                    |                    |                    |                    |                    |
|      | Szövetség a Hírös Városért Egyesület – DK – LMP – Zöldek – MSZP – Párbeszéd- ZÖLDEK | 5          |                    |                    |                    |                    |                    |                    |                    |                    |                    |                    |                    |                    |                    |                    |                    |
|      | MKKP                                                                                | 1          |                    |                    |                    |                    |                    |                    |                    |                    |                    |                    |                    |                    |                    |                    |                    |
|      | Mi Hazánk                                                                           | 1          |                    |                    |                    |                    |                    |                    |                    |                    |                    |                    |                    |                    |                    |                    |                    |
|      | Független                                                                           | 1          |                    |                    |                    |                    |                    |                    |                    |                    |                    |                    |                    |                    |                    |                    |                    |

## Címere, zászlója
Kecskemét város címere az önkormányzat rendelete szerint „csücskös talpú, hatszögletű pajzs. Vörös mezejében zöld hármas halomnak kiemelkedő középső részén heraldikailag jobbra néző, ágaskodó ezüst (fehér) kecskebak. A pajzs fölött a magyar Szent Korona lebeg. A címer alatt félkörívben elhelyezett, díszesen redőzött szalagon a város jelmondata: »Sem magasság, sem mélység nem rettent« olvasható. A jelmondat csak a címer ünnepi változatának része.”
Kecskemét város zászlaja téglalap alakú, három egyenlő szélességű vörös-fehér-vörös színű függőleges sávból áll, a fehér sáv közepén a város címerével. (A díszzászlón a város címerének ünnepi változata van, szabad széleit aranyrojt szegélyezi.)

## Városrészek

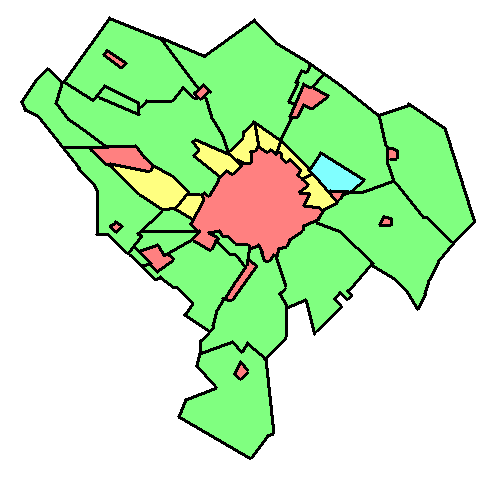
Kecskemét területének felosztása

Kecskemét területe 21+1 kerületre van felosztva, illetve 8 lakókörzetre, amelyek önmagukban nem rendelkeznek helyi önkormányzati jogkörrel, bár a városban több részönkormányzat is működik, melyek a kerületi beosztáson alapulnak. Kecskeméthez tartozik több szatellit-település is, illetve egy kiterjedt tanyavilág. Kecskemét város belterületének lakossága 84.648 fő volt 2001-ben míg külterületén 23.101 fő élt.
| Körzet                | Városrészek                                                                     | Lakosság 2001. február 1. | Lakosság 2011. október 1. | Lakosság 2022. október 1. |
| --------------------- | ------------------------------------------------------------------------------- | ------------------------- | ------------------------- | ------------------------- |
| Központi belterület   | Belváros, Hunyadiváros, Máriaváros, Petőfiváros, Széchenyiváros, Vacsiköz       | 84 373                    | 83 130                    | 76 234                    |
| Szatellit települések | Borbás, Hetényegyháza, Kadafalva, Katonatelep, Matkó, Méntelek, Kisfái, Talfája | 9 402                     | 11 002                    | 13 025                    |
| Tanyás területek      | Ménteleki tanyák, Belsőnyír, Katonatelepi tanyák                                | 13 974                    | 17 279                    | 18 861                    |
| Teljes terület        | Kecskemét Megyei Jogú Város közigazgatási területe                              | 107 749                   | 111 411                   | 108 120                   |

## Jelene

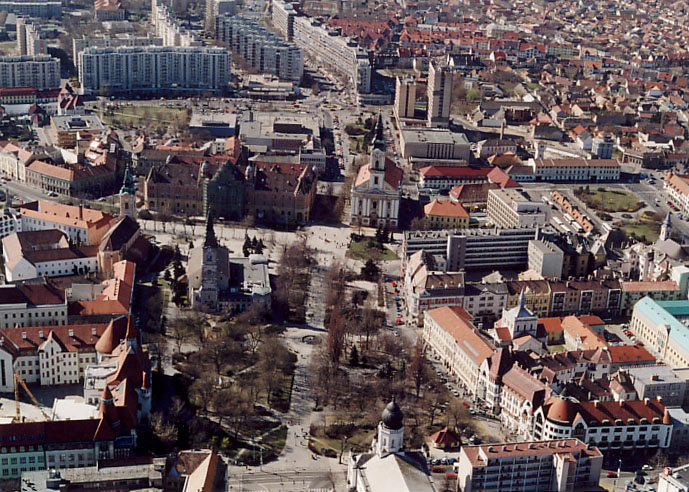
Kecskemét központja

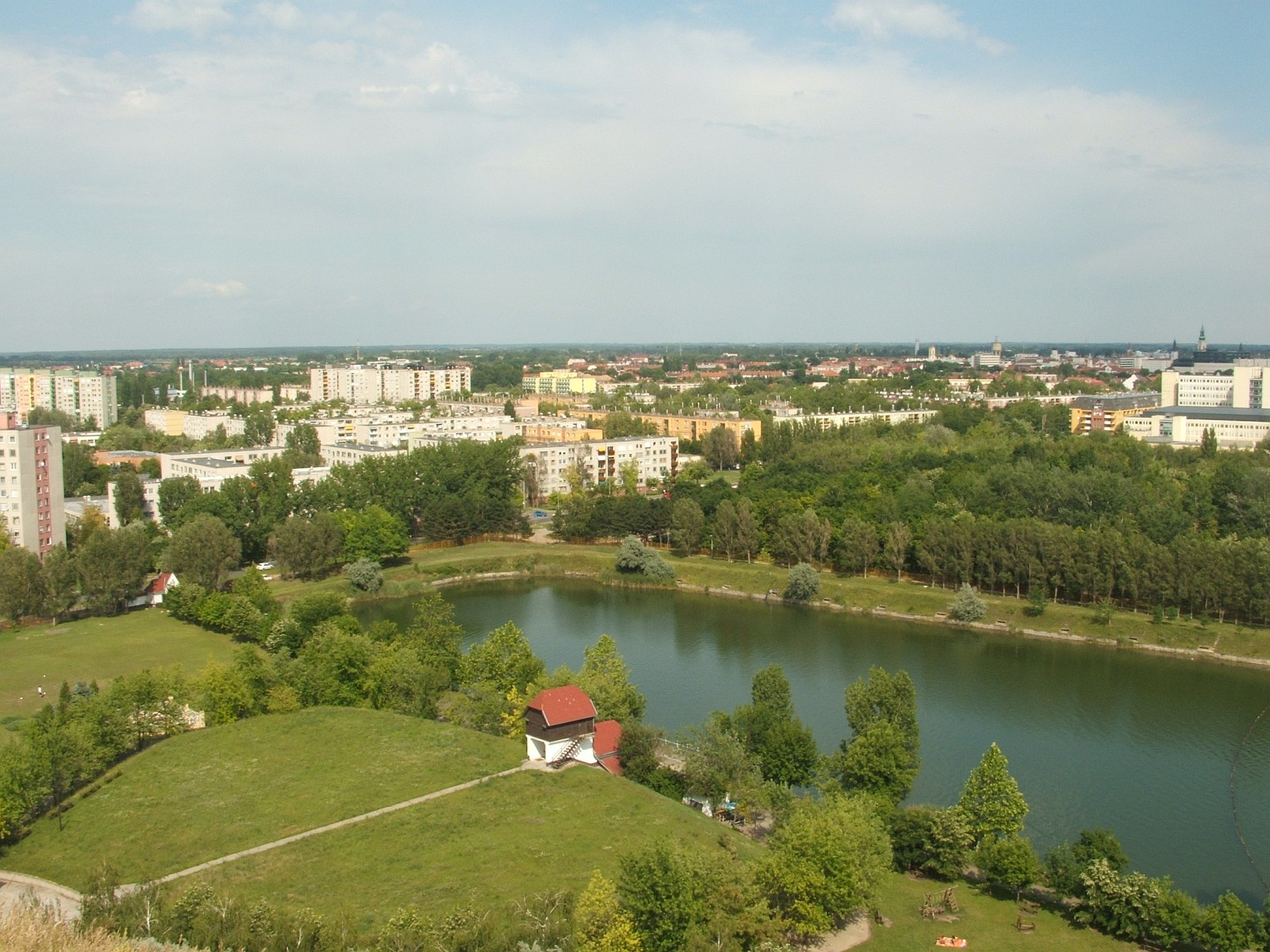
A város látképe a vízműdombról

Kecskemét 1950 óta az ország legnagyobb területű megyéjének, Bács-Kiskunnak a székhelye és a Duna–Tisza köze egyik regionális központja.
A szocializmus évei után Kecskemét gyors, az országos átlagot meghaladó fejlődésnek indult. Sorra telepedtek meg a kisebb ipari üzemek, gyárak a várost ölelő körgyűrű mellett, és a fejlődés most is töretlenül folytatódik. A városközpont legtöbb épületét felújították, a gépjárműközlekedést egyre nagyobb területről tiltják ki. 1989. április 1-jén a város megkapta a megyei városi rangot, majd az önkormányzati rendszer 1990-es bevezetésekor megyei jogú várossá alakult.
Kecskemétet eddig (2009) szerencsére kevésbé érintették az urbanizáció káros hatásai: még igazán „élhető” város: a polgárok szívesen sétálnak az utcákon, a főtéren, nem menekülnek el az agglomerációba. Jól alátámasztja ezt, hogy a népesség is folyamatosan növekszik.
Nyaranta sok külföldi látogat a városba, ahol a főtéren szinte állandóan rendezvények, vásárok szórakoztatják a helybélieket és a turistákat. Kecskemét különösen a németek és hollandok körében népszerű turisztikai célpont. Rengeteg érdeklődőt vonz a város melletti katonai repülőtéren kétévente megrendezett Kecskeméti Nemzetközi Repülőnap is.
Kecskeméten található a Magyar Cserkészszövetség 11 kerülete közül a 8. kerület központja. A városban kb. 500 fiatal cserkészkedik, a város három csapatában: a Piarista Iskola keretein belül, azonban tagságát tekintve azon jóval túlmutató 118. sz. Kalazancius Cserkészcsapatban, a Református Gimnáziumban működő 121. sz. Vetéssy Géza Cserkészcsapatban, valamint a Szent Imre Iskolához kötődő 878. sz. Hatvani Pál Cserkészcsapatban.

## Népesség
| Iskolai végzettség                | Iskolai végzettség               | Iskolai végzettség | Iskolai végzettség | Iskolai végzettség |
| --------------------------------- | -------------------------------- | ------------------ | ------------------ | ------------------ |
|                                   |                                  |                    |                    | fő                 |
| Általános iskolát nem végezte el  | Általános iskolát nem végezte el |                    | 9681               | 9681               |
| Általános iskola                  | Általános iskola                 |                    | 17417              | 17417              |
| Szakmunkás                        | Szakmunkás                       |                    | 17934              | 17934              |
| Érettségi                         | Érettségi                        |                    | 31574              | 31574              |
| Diploma                           | Diploma                          |                    | 24192              | 24192              |
| A 2022. évi népszámlálás szerint. |                                  |                    |                    |                    |

Kecskemét lakónépessége 2011. január 1-jén 111 411 fő volt, ami Bács-Kiskun megye össznépességének 21,4%-át tette ki. Kecskemét a megye legsűrűbben lakott települése, ebben az évben az egy km²-en lakók száma átlagosan 345,4 ember volt. Kecskemét népesség korösszetétele kedvező. A 2011-es év elején a 19 évesnél fiatalabbak népességen belüli súlya 22%, a 60 éven felülieké 21% volt. A nemek aránya Kecskeméten kedvezőtlen, ugyanis ezer férfira 1 138 nő jut. 2017-ben a férfiaknál 71,4, a nőknél 78,9 év volt a születéskor várható átlagos élettartam. A népszámlálás adatai alapján a város lakónépességének 4,5%-a, mintegy 4 976 személy vallotta magát valamely kisebbséghez tartozónak. A kisebbségek közül német, cigány és román nemzetiséginek vallották magukat a legtöbben.
Kecskemét népessége 1983-ban érte el a 100 000 főt, napjainkban az ország 8. legnépesebb városa, népességszáma évről évre növekszik. Ennek oka az, hogy a születéseknél nagyobb számú halálozás okozta népességfogyást ellensúlyozza a városba irányuló bevándorlás. Kecskemét népességének csökkenése 1950 és 1952 között volt a legjelentősebb amikor is 9 szatellittelepülés (Városföld, Hetényegyháza, Bugac, Lakitelek, Nyárlőrinc, Ágasegyháza, Ballószög, Helvécia, Szentkirály) vált ki a megyeszékhely területéből. A város különböző szintű ellátó és szervező szerepköre kiterjed a közvetlen környezetre, a 8 városkörnyéki községet magába foglaló alapfokú vonzáskörzetére, és a város közigazgatási területéhez tartozó 5 településére. Kecskemét vonzáskörzete a megyén kívüli Dél-Pest megyei településekre és a két legközelebbi városra, Nagykőrösre és Ceglédre is kiterjed. A város munkaerőpiaci vonzáskörzetébe 17 település tartozik, ahol a megyei lakónépesség 35%-a (kb. 170 ezer fő) él. A megyén kívüli vonzáskörzettel együtt a különböző szintű ellátó és szervező szerepköre kb. 200 000 fős népességre terjed ki. A város népessége az országos mutatóktól eltérően, ha lassan is, de növekszik.
A 2011-es népszámlálási adatok szerint a magukat vallási közösséghez tartozónak valló kecskemétiek túlnyomó többsége római katolikusnak tartja magát. Emellett jelentős egyház a városban, még a református és az evangélikus.

### Etnikai összetétel
A 2001-es népszámlálás adatok szerint a város lakossága 107 749 fő volt, ebből a válaszadók 104 401 fő volt, 102 314 fő magyarnak, míg 899 fő cigánynak vallotta magát, azonban meg kell jegyezni, hogy a magyarországi cigányok (romák) aránya a népszámlálásokban szereplőnél lényegesen magasabb. 472 fő német, 171 fő szlovák és 95 fő ukrán etnikumnak vallotta magát.
A 2011-es népszámlálás adatok szerint a város lakossága 111 411 fő volt, ebből a válaszadók 99 405 fő volt, 94 429 fő magyarnak vallotta magát, az adatokból az derül ki, hogy a magyarnak vallók száma jelentősen csökkent tíz év alatt, ennek egyik fő oka, hogy többen nem válaszoltak. Az elmúlt tíz év alatt, a nemzetiségiek közül a legjelentősebben a cigányok (1 216 fő) és az oroszok (181 fő) száma nőtt. A szerbek (167 fő) száma megkétszereződött, a németeké (1441 fő) megháromszorozódott, míg a román nemzetiségűek száma megnégyszereződött az elmúlt tíz év alatt. A megyén belül, Kecskeméten él a legtöbb magát orosznak és románnak valló nemzetiségi.

### Vallási összetétel
Kecskemét lakóinak vallási összetétele 2011-ben
Kecskemétre mindig jellemző volt a különböző vallásokkal szembeni türelem. A „régi” és az „új” hit követői 1564-ben kötöttek egyezséget az öreg kőtemplom használatáról. Ezt követően más vallások hívei is otthonra leltek a városban. Erről tanúskodnak a főtéren található és a főtérhez közeli utcákban álló templomok is. Megépítették itt templomaikat a zsidók – a zsinagóga ma a Tudomány és Technika Háza – a katolikus, a református, az evangélikus és az ortodox vallás hívei. Az egymáshoz közel álló templomok tornyaihoz a századfordulón épült házak játékosan megformált csúcsos tetői társulnak. Szeged felől jőve még ma is rálátás nyílik a városra: innen látszik igazán, hogy Kecskemét mennyire a tornyok városa. Kecskeméten kapott magyar állampolgárságot az utolsó budai főmufti, Durics Hilmi Huszein.
A 2001-es népszámlálási adatok alapján, Kecskeméten a lakosság több mint fele (75,1%) kötődik valamelyik vallási felekezethez. A legnagyobb vallás a városban a kereszténység, melynek legelterjedtebb formája a katolicizmus (59%). A katolikus egyházon belül a római katolikusok száma 63 035 fő, míg a görögkatolikusok 489 fő. A városban népes protestáns közösségek is élnek, főleg reformátusok (14 976 fő) és evangélikusok (1384 fő). Az ortodox kereszténység inkább az országban élő egyes nemzeti kisebbségek (oroszok, románok, szerbek, bolgárok, görögök) felekezetének számít, számuk elenyésző az egész városi lakosságához képest (71 fő). Szerte a városban számos egyéb kisebb keresztény egyházi közösség működik. A zsidó vallási közösséghez tartózók száma 57 fő. Jelentős a száma azoknak a városban, akik vallási hovatartozásukat illetően nem kívántak válaszolni (11,6%). Felekezeten kívülinek a város lakosságának 12,2%-a vallotta magát.
A 2011-es népszámlálás adatai alapján, Kecskeméten a lakosság fele (53,1%) kötődik valamelyik vallási felekezethez. Az elmúlt tíz év alatt a városi lakosság vallási felekezethez tartozása jelentősen csökkent, ennek egyik oka, hogy sokan nem válaszoltak. A legnagyobb vallás a városban a kereszténység, amelynek legelterjedtebb formája a katolicizmus (40%). Az elmúlt tíz év alatt, a katolikus valláshoz tartozók száma negyedével esett vissza. A katolikus egyházon belül a római katolikusok száma 44 241 fő, míg a görögkatolikusok 346 fő. A városban népes protestáns közösségek is élnek, főleg reformátusok (11 390 fő) és evangélikusok (1305 fő). Az ortodox kereszténység inkább az országban élő egyes nemzeti kisebbségek (oroszok, románok, szerbek, bolgárok, görögök) felekezetének számít, számuk elenyésző az egész városi lakosságához képest (75 fő). Szerte a városban számos egyéb kisebb keresztény egyházi közösség működik. A zsidó vallási közösséghez tartózók száma 70 fő. Összességében elmondható, hogy az elmúlt tíz év során a zsidó és az ortodox valláson kívül, minden más egyházi felekezetekhez tartozók száma jelentősen csökkent. Jelentős a száma azoknak a városban, akik vallási hovatartozásukat illetően nem kívántak válaszolni (29,6%), tíz év alatt majdhogynem triplájára nőtt a számuk. Felekezeten kívülinek a város lakosságának 17,3%-a vallotta magát.

## Gazdaság

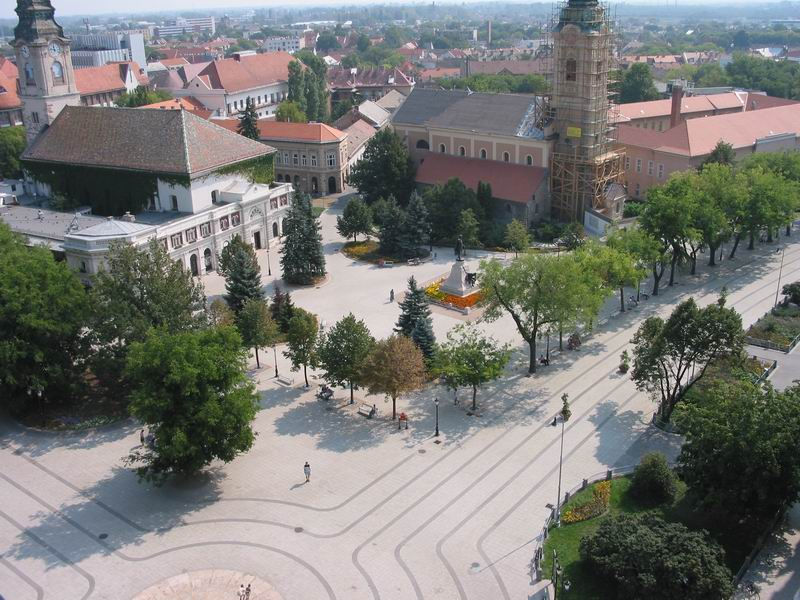
A főtér a Nagytemplom tornyából

Jelentősebb ipari hagyományokkal nem rendelkezik Kecskemét. Nagyipara – a földrajzi adottságoknak köszönhetően – az élelmiszer-feldolgozásra épült (konzervipar, szeszfőzés, malomipar stb.). Az első konzervüzemet a századfordulón, a másodikat az 1920-as évek elején alapították. E kettő 1957-ben egyesült, a ma már több tízezer vagon nyersárut dolgoz fel. A Baromfifeldolgozó Vállalat és a Zománc- és Kádgyár alapítása is több mint száz évre nyúlik vissza. 1945 után nemcsak bővítették, és korszerűsítették ezeket az ipartelepeket, hanem új objektumok egész sorát hozták létre. Így született meg a Szerszám- és Gépelemgyár, a Reszelőgyár, a Magnetofongyár, a hidroglóbuszairól nevezetes Fémmunkás Vállalat, a mezőgazdasági gépeket előállító nagyüzem, az Irodagépipari és Finommechanikai, a Szék- és Kárpitosipari, az épületasztalos- és Faipari Vállalat, az Alföldi Cipőgyár, a Habselyem Kötöttárugyár, a Petőfi Nyomda, valamint a házgyár. 1990 óta új gyárak is alakultak: Csokoládégyár, Smack… stb.
Kecskemét ipari övezetei zárójelben a park legnagyobb cégeivel:
- KÉSZ ipari park
- Nyugati Ipartelep – (Agroker, Zwack pálinkamanufaktúra)
- Keleti Ipartelep – (Phoenix Mecano, Hilti , Univer-Product Zrt., Kecskeméti Konzerv Kft., CabTec)
- Déli Ipartelep – (Kefag Zrt., Petőfi Nyomda, Univer-csoport Kereskedelmi Kft.)
- Kecskeméti ipari park I. ütem – (Mercedes-Benz Manufacturing Hungary, Duvenbeck Imo Kft., Johson Controls Inc. Kft., SMP Lökhárító Kft.)
- Kecskeméti ipari park II. ütem – (Fornetti Kft. Knorr-Bremse-fékrendszerek, Axon Kábeltechnikai Kft.)

Profil: élelmiszeripar, elektronika, finommechanika, szolgáltatás
A tizennégy eddig betelepült cég közül járműipari szolgáltatással 6, élelmiszeripari termeléssel, raktározással 5, környezetvédelmi szolgáltatással 2, elektronikai termékek gyártásával 1 cég foglalkozik.
2008. június 18-án a német Daimler autógyár bejelentette, hogy 800 millió eurós költségen Mercedes-Benz gyártóbázist hoz létre Kecskeméten. A beruházás, mely az ország történetének eddigi legnagyobb zöldmezős beruházása volt, 2012 óta 4000 embernek[forrás?] biztosít közvetlenül munkát (és további 10000-nek a beszállítókon keresztül), 500 milliárdos árbevételt és 100 000 db személygépkocsi éves gyártását tervezi.
2016.július 29-én a német autógyártó bejelentette második gyártóbázisának megépítését Kecskeméten, melyet 1 milliárd euróból valósítanak meg. A második gyár karosszéria összeszerelő üzemből és egy ipari parkból állna ahol további 2500 embernek biztosít munkalehetőséget.

### Legnagyobb munkáltatók
100-199 fő közötti létszámot foglalkoztató egységek
- Alföld Pro-Coop  Kft.
- Beton-Star Betongyártó Kft.
- ElringKlinger Autóipari Kft.
- Flisom Napelemgyártó Kft.
- Kecskeméti Városüzemeltetési Kft.
- MAG Hungary Kft.
- Silveria Kft.
- Szilvási és Társa Kereskedelmi Bt.

200-299 fő közötti létszámot foglalkoztató egységek
- ABB Installációs Kft.
- Axon Kábelgyártó Kft.
- Graboplast Parkettagyártó Kft.
- Kecskeméti Konzervgyár Kft.
- KÉSZ Kft.
- Ritz Mérőtranszformátor Kft.
- Rösch Mode Textílipari Kft.
- Schaffner EMV Kft.

300-499 fő közötti létszámot foglalkoztató egységek
- Adient Mezőlak Üléshuzatgyártó Kft.
- Airvent Légtechnikai Zrt.
- Autoflex-Knott Autóipari Kft.
- HILTI Szerszám Kft.
- KEFAG Erdészeti Zrt.
- KÉSZ IPARI Építészeti Zrt.
- Kecskeméti Közlekedési Központ Zrt.
- Nissin Foods Zrt.

500–999 fő közötti létszámot foglalkoztató egységek
- Bácsvíz Csatornázási Zrt.
- CabTec Kft.
- Fornetti Fagyasztott pékárugyártó Kft.
- Freudenberg Sealig Kft.
- Knorr-Bremse Fékrendszerek Kft.
- Neumann János Egyetem
- STI Petőfi Nyomda Kft.
- Univer-Coop Zrt.
- Univer-Product Zrt.

1000–1999 fő közötti létszámot foglalkoztató egységek
- ACPS Automotive Kft.
- Duvenbcek IMMO Logisztikai Kft.
- SMR Automotive Kft.

2000–4999 fő közötti létszámot foglalkoztató egységek
- Bács-Kiskun Megyei Oktatókórház

5000 fő feletti létszámot foglalkoztató egységek
- Mercedes-Benz Manufacturing Hungary Kft.

### Munkanélküliek száma
A munkanélküliek számának változását a városban az alábbi táblázat mutatja.
| \| Év \| Munkanélküli (fő) \| Munkanélküli (%) \| Munkaképes népesség (fő) \| \| ---- \| ----------------- \| ---------------- \| ------------------------ \| \| 2000 \| 3207 \| 4,75% \| 67 493 \| \| 2001 \| 3785 \| 5,54% \| 70 753 \| \| 2002 \| 3347 \| 4,73% \| 70 753 \| \| 2003 \| 3448 \| 4,83% \| 71 336 \| \| 2004 \| 3465 \| 4,84% \| 71 530 \| \| 2005 \| 3683 \| 5,10% \| 72 219 \| \| 2006 \| 3479 \| 4,78% \| 72 722 \| \| 2007 \| 3984 \| 5,42% \| 73 403 \| \| 2008 \| 4334 \| 5,88% \| 73 644 \| \| 2009 \| 6039 \| 8,08% \| 74 718 \| \| 2010 \| 5942 \| 7,93% \| 74 865 \| \| 2011 \| 5553 \| 7,42% \| 74 769 \| \| 2012 \| 5420 \| 7,30% \| 74 706 \| \| 2013 \| 5230 \| 7,00% \| 74 289 \| \| 2014 \| 4164 \| 5,31% \| 78 433 \| \| 2015 \| 4073 \| 5,22% \| 78 009 \| \| 2016 \| 3454 \| 4,10% \| 77 218 \| \| 2017 \| 2893 \| 3,78% \| 76 345 \| \| 2018 \| 2412 \| 3,21% \| 75 399 \| \| 2019 \| 2463 \| 3,28% \| 74 899 \| \| 2020 \| 3245 \| 4,42% \| 73 875 \| \| 2021 \| 2522 \| 3,49% \| 72 263 \| \| 2022 \| 2167 \| 3,04% \| 71 244 \| \| 2023 \| 2000 \| 2,84% \| 70 383 \| \| 2024 \| 1996 \| 2,77% \| 71 969 \| \| 2025 \| 1870 \| 2,61% \| 71 334 \| |                   |                  |                          |
| Év | Munkanélküli (fő) | Munkanélküli (%) | Munkaképes népesség (fő) |
| 2000 | 3207              | 4,75%            | 67 493                   |
| 2001 | 3785              | 5,54%            | 70 753                   |
| 2002 | 3347              | 4,73%            | 70 753                   |
| 2003 | 3448              | 4,83%            | 71 336                   |
| 2004 | 3465              | 4,84%            | 71 530                   |
| 2005 | 3683              | 5,10%            | 72 219                   |
| 2006 | 3479              | 4,78%            | 72 722                   |
| 2007 | 3984              | 5,42%            | 73 403                   |
| 2008 | 4334              | 5,88%            | 73 644                   |
| 2009 | 6039              | 8,08%            | 74 718                   |
| 2010 | 5942              | 7,93%            | 74 865                   |
| 2011 | 5553              | 7,42%            | 74 769                   |
| 2012 | 5420              | 7,30%            | 74 706                   |
| 2013 | 5230              | 7,00%            | 74 289                   |
| 2014 | 4164              | 5,31%            | 78 433                   |
| 2015 | 4073              | 5,22%            | 78 009                   |
| 2016 | 3454              | 4,10%            | 77 218                   |
| 2017 | 2893              | 3,78%            | 76 345                   |
| 2018 | 2412              | 3,21%            | 75 399                   |
| 2019 | 2463              | 3,28%            | 74 899                   |
| 2020 | 3245              | 4,42%            | 73 875                   |
| 2021 | 2522              | 3,49%            | 72 263                   |
| 2022 | 2167              | 3,04%            | 71 244                   |
| 2023 | 2000              | 2,84%            | 70 383                   |
| 2024 | 1996              | 2,77%            | 71 969                   |
| 2025 | 1870              | 2,61%            | 71 334                   |

## Közlekedés

### Közúthálózat

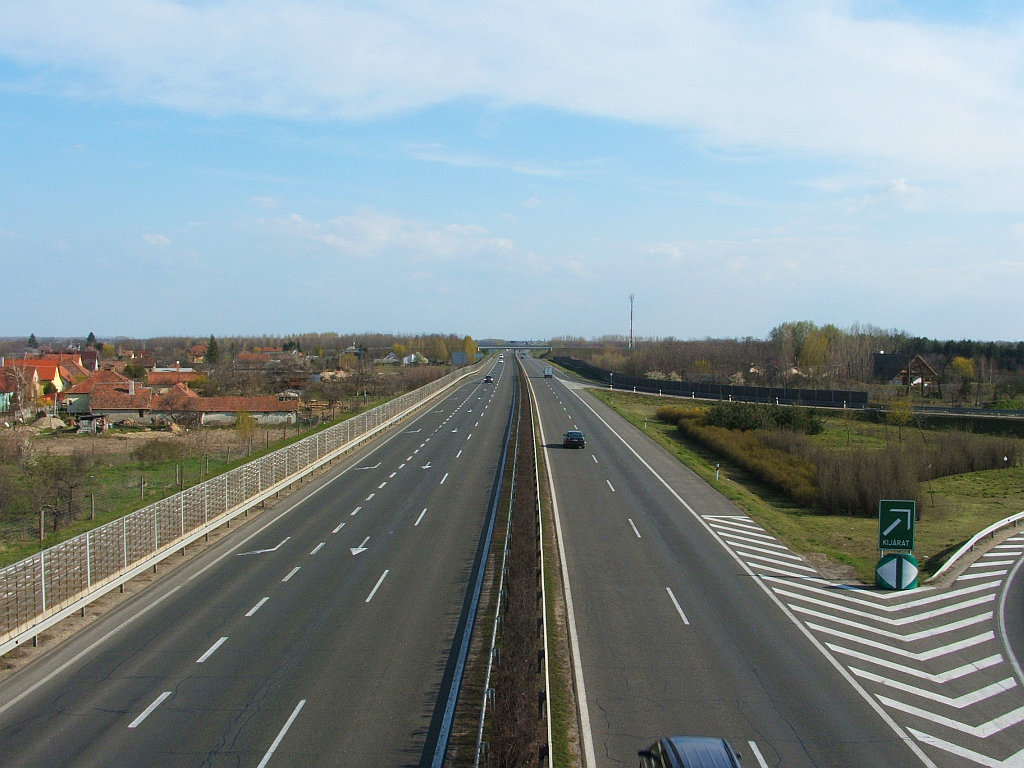
M5-ös autópálya Kecskemét mellett

Kecskemét az évszázadok folyamán is fontos kereskedelmi utak találkozásánál feküdt. A város közúti hálózata több alföldi városra jellemző módon gyűrűs-sugaras elrendezésű. A város belső és külső körútjait sugárirányú utak szelik át. Legfontosabb útja az 5-ös főút, ami összeköti a fővárossal, Szegeddel, illetve a szerb határral. Az 5-ös főutat tehermentesíti a vele párhuzamos, de a várost elkerülő M5-ös autópálya, melynek 3 csomópontja található Kecskemét közelében: Kecskemét-Észak, Kecskemét-Nyugat és Kecskemét-Dél. Az autópálya a Kecskemétet elkerülő szakaszon (Kecskemét-Észak és Kecskemét-Dél között) díjmentesen használható volt 2014. december 31-ig, azóta díjköteles. Az autópálya 1988-ban érte el a várost Kecskemét-Északnál, ekkor még csak fél pályán. 1996-ra készült el a 2x2 sávra bővítés, valamint a várost elkerülő szakasz. 1998-ban épült tovább Kiskunfélegyháza felé. A város fejlődéséhez jelentős mértékében hozzájárult az autópálya megépülése.
Kecskemétről indul ki a kelet-nyugati iránya miatt jelentős forgalmat lebonyolító 44-es és 52-es főút, valamint az átlós, délnyugat-északkeleti irányú 441-es és 54-es főutak. A 44-es és 54-es főutak ma már, elkerülő szakaszok megépülésével (445, 541) nem térnek be a városba.
Számos kisebb jelentőségű út is húzódik még a város területét érintően, ezek jellemzően a környező településekkel vagy a külsőbb fekvésű városrészekkel kötik össze a központot. Ilyenek például a Szentkirályra vezető 4622-es, a Taksonytól Ladánybene érintésével idáig húzódó 5202-es, a Hetényegyháza felé vezető 5218-as, az Izsákra vezető 5301-es, vagy a Kiskőrösre vezető [egyes szakaszain földútként húzódó] 5303-as utak. Területére nem lép be, csak keleti határvonalán húzódik a Nagykőrös-Kiskunfélegyháza közti, mai állapotában nagyrészt csak mezőgazdasági útként szolgáló 4614-es út. Egyik belső útja, a belvárost körülvevő többgyűrűs körútrendszer egy részlete, a Könyves Kálmán korút egy rövid szakasza is országos közútnak minősül, 5314-es útszámozással.
A távlati tervekben a várost még két autópálya fogja érinteni, az egyik az M8-as, Veszprém és Szolnok közötti megépülő autópálya, valamint az M44-es autóút, amely a várost Békéscsabával fogja összekötni. Utóbbinak jelenleg a Szentkirály-Békéscsaba szakasza van átadva, a maradék kivitelezés alatt áll.

### Tömegközlekedés

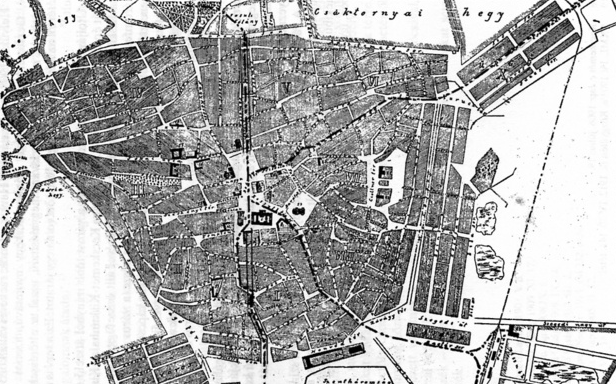
Közúti villamos tervezett nyomvonala, 1900.
A nyomvonaltervet bemutató térképet a megszokott északi tájolás helyett kelet-északkeleti tájolással készítették, hangsúlyozva ezzel, hogy a város – akkori – tengelye a mai Rákóczi út – Petőfi Sándor utca vonala.

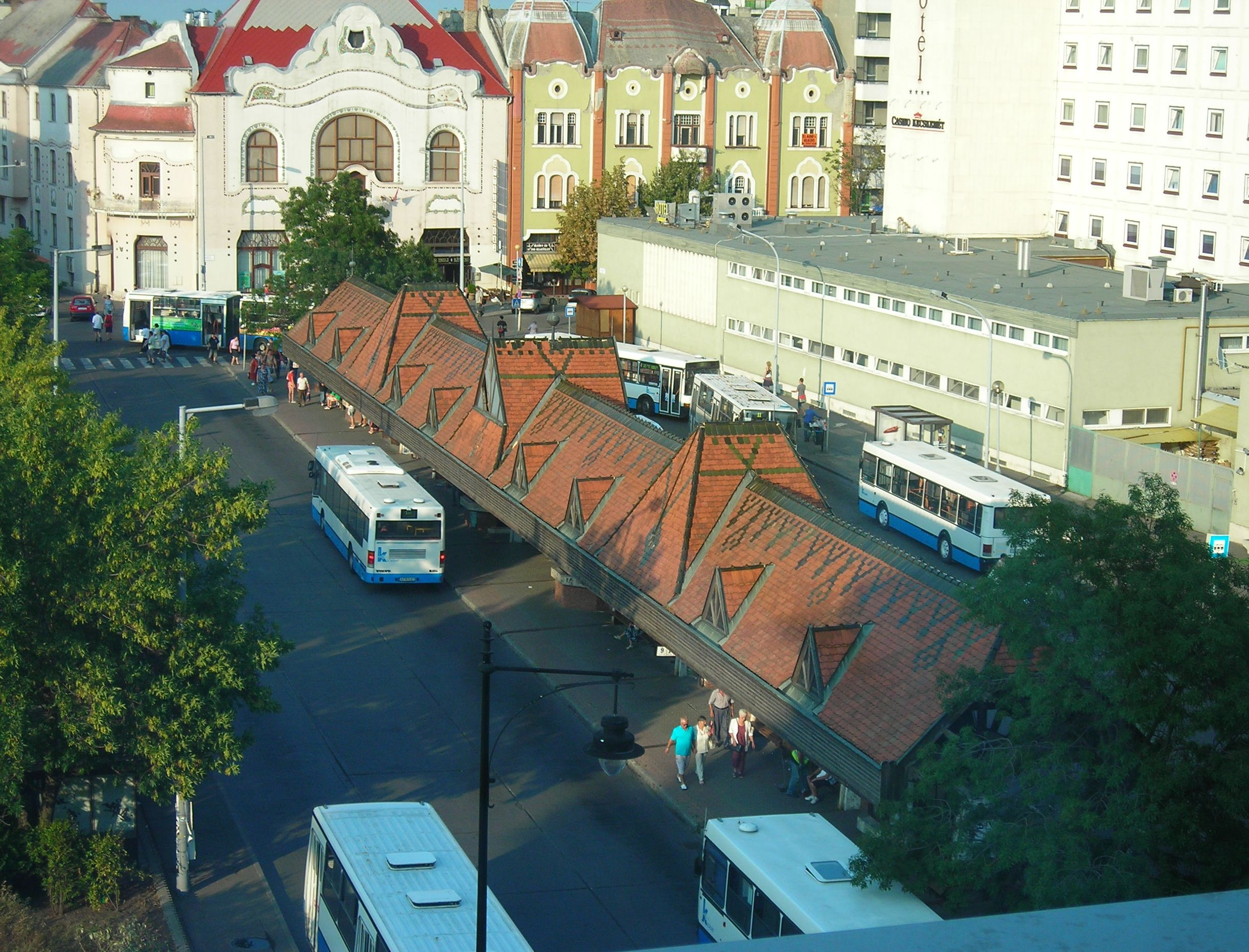
A Széchenyi téri központi megállóhely-csoport

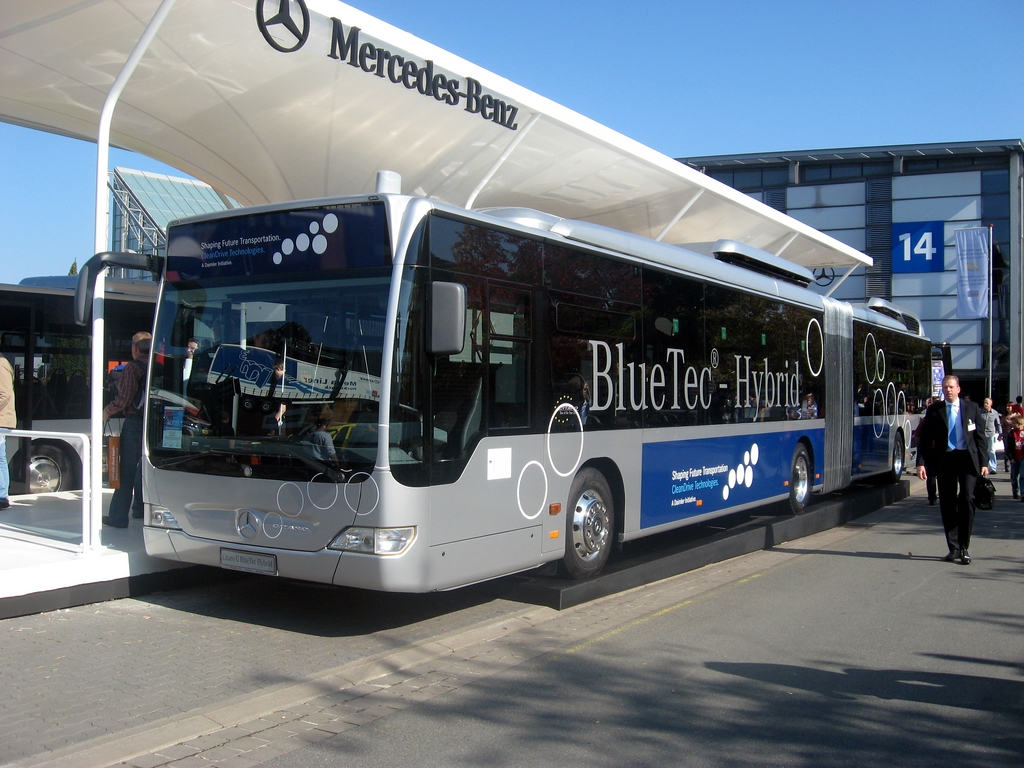
Hibrid-busz Kecskeméten 2014-től üzemel

A város autóbuszhálózata jól megszervezett, könnyen áttekinthető, sugaras rendszerű néhány átlós járattal kiegészítve. A város központjából (Széchenyi tér) átszállás nélkül bármelyik városrész jól megközelíthető autóbusszal.
Az 1976-ban átadott távolsági autóbusz-állomás (Noszlopy Gáspár park) és az egyik helyi megállóhely közvetlen a vasútállomás mellett található, így könnyű az átszállás a különböző közösségi közlekedési eszközök között. Kecskemét közösségi közlekedésének biztosítása a KeKo feladata, amit 75 autóbusszal lát el 52 autóbuszvonalon mintegy 40 000 utast naponta és éves szinten mintegy 10 millió utas tömegközlekedési igényeit kielégítve.
Autóbusz viszonylatok: (2022. november 2.-ától)
- 1  Noszlopy park – GAMF – Homokbánya kollégium
- 1D  Homokbánya kollégium – Mercedes gyár I. kapu[48]
- 2  Széchenyi tér – Rendőrfalu
- 2A  Széchenyi tér – Gokart Stadion
- 2D  Noszlopy park – Mercedes gyár I. kapu
- 2S  Noszlopy park – Déli Ipartelep – SMP gyár
- 3  Széchenyi tér – Műkertváros – Nyíri Úti Kórház
- 3A  Széchenyi tér – Műkertváros
- 4  Margaréta Otthon – Széchenyi tér – Repülőtér
- 4A  Széchenyi tér – Kisfái
- 4C  Széchenyi tér – Repülőtér
- 5  Széchenyi tér – Máriaváros
- 6  Széchenyi tér – Szeleifalu
- 7  Noszlopy park – Knorr Bremse – Szilády Nyomda
- 7C  Noszlopy park – Mindszenti körút
- 9  Széchenyi tér – Talfája köz
- 10  Széchenyi tér – TESCO M5 Hipermarket
- 11  Széchenyi tér – Petőfiváros – Kadafalvi út
- 11A  Széchenyi tér – Petőfiváros – AUCHAN Kereskedelmi Központ
- 12  Margaréta Otthon – Belváros – Köztemető I. kapu
- 12D  Hunyadiváros (Serleg utca) – Mercedes gyár I. kapu
- 13  Széchenyi tér – Knorr Bremse
- 13D  Széchenyi tér – Mercedes-gyár I. kapu
- 13K  Széchenyi tér – Georg Knorr út
- 14  Széchenyi tér – Széchenyiváros
- 14D  Széchenyiváros (Margaréta Otthon) – Mercedes gyár I. kapu
- 15  Noszlopy park – Hetényegyháza
- 15D  Hetényegyháza – Mercedes gyár I. kapu
- 16  Széchenyi tér – Miklovicsfalu
- 18  Széchenyi tér – Köztemető II. kapu
- 19  Noszlopy park – Miklóstelep
- 20  Széchenyi tér – Megyei Kórház – Széchenyiváros
- 20H  Széchenyi tér – Köztemető II. kapu – Kórházak – Széchenyi tér
- 21  Noszlopy park – Széchenyiváros – Nagykörút – Noszlopy park
- 21D  Noszlopy park – Kurucz körút – Mercedes gyár I. kapu
- 22  Noszlopy park – Csabay Géza körút – Nagykörút – Noszlopy park
- 23  Széchenyi tér – Katonatelep
- 23A  Széchenyi tér – Hunyadiváros – Katonatelep
- 25  Noszlopy park – Műkertváros
- 28  Széchenyi tér – Szeleifalu
- 29  Széchenyi tér – Hetényegyháza
- 32  Noszlopy park – Matkó
- 34  Kadafalva – Széchenyiváros – Kadafalva
- 34A  Széchenyi tér – Széchenyiváros – Kadafalva
- 34V  Kadafalva – Petőfiváros – Kadafalva
- 169  Széchenyi tér – Miklovicsfalu – Széchenyi tér
- 350  Máriaváros vasútállomás – Széchenyiváros
- 353  Hetényegyháza vasútállomás – Hetényegyháza központ
- 354  Hetényegyháza vasútállomás – Hetényegyháza központ
- 916  Széchenyi tér – Talfája köz – Széchenyi tér

Kecskeméten Mercedes-Benz Citaro g bluetec®-hybrid autóbuszok közlekednek 2014. március 24. óta, amihez a tervek szerint a nagykörúton belül nulla emissziós üzem lett volna megvalósítható (elektromos motor). Ez azonban soha nem valósult meg.
2016 tavaszáig 77 buszmegállóban intelligens utastájékoztatási rendszer épült ki európai uniós támogatásból.
2017. július 1-jétől 4 új vonalat hoztak létre a megnövekedett utasforgalom miatt az újonnan épülő gyárak területeire.

### Vasúti közlekedés

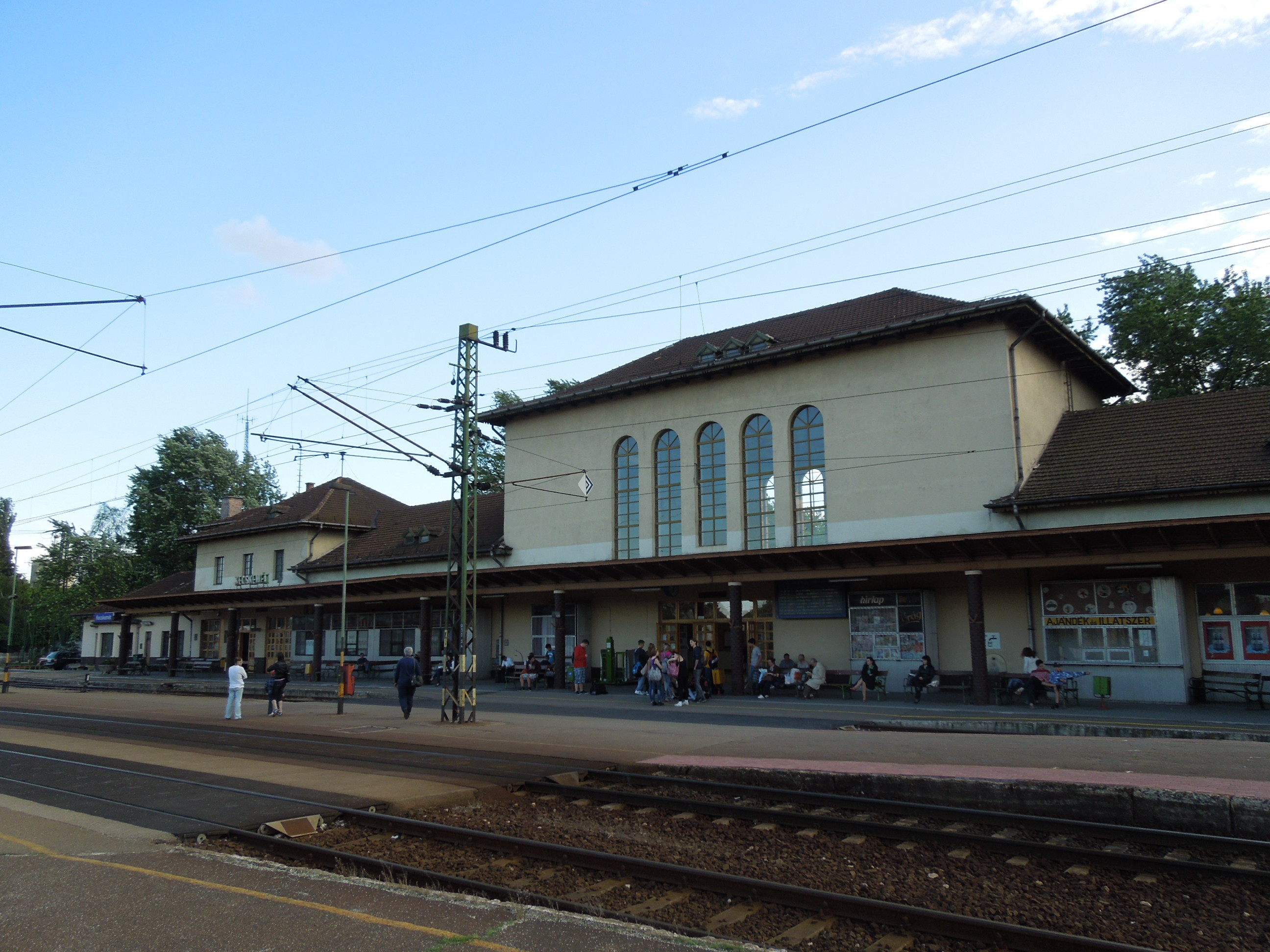
Kecskemét vasútállomás

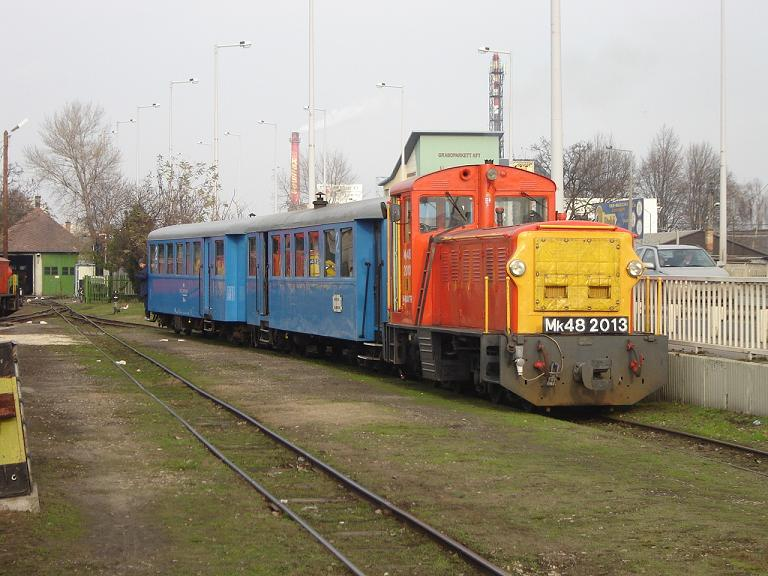
A Kecskeméti Kisvasút személyszállító vonata az egyik utolsó üzemnapon

Mindmáig a legfontosabb vasúti vonalnak, utas és teherforgalmi szempontból is a Cegléd–Szeged-vasútvonal számít. Városból ugyanakkor kiágazik egy Lajosmizse felé, Kunszentmárton felé, illetve egy Fülöpszállás felé tartó vonal is, ezeknek a forgalma és jelentősége ugyanakkor kisebb. A fülöpszállási vonalon személyszállítást a MÁV Zrt. 2007. március 4-én állította le.
A kecskeméti kisvasút végállomásáról két vonal indul ki. A Kecskemét–Kiskőrös, ill. Kecskemét–Kiskunmajsa között közlekedő szerelvények révén könnyen elérhetők voltak a kiskunsági községek. A vonatok nyáron főleg turistákat szállítottak. A személyszállítás ezeken a vonalakon a 2009. december 13-án, a 2009/2010. évi menetrendváltással megszűnt.

## Ismert emberek
Kecskeméten született több híres művész, tudós, sportoló és történelmi személy is, közülük kiemelhető Katona József, Kodály Zoltán és Latabár Kálmán.

## Építészet

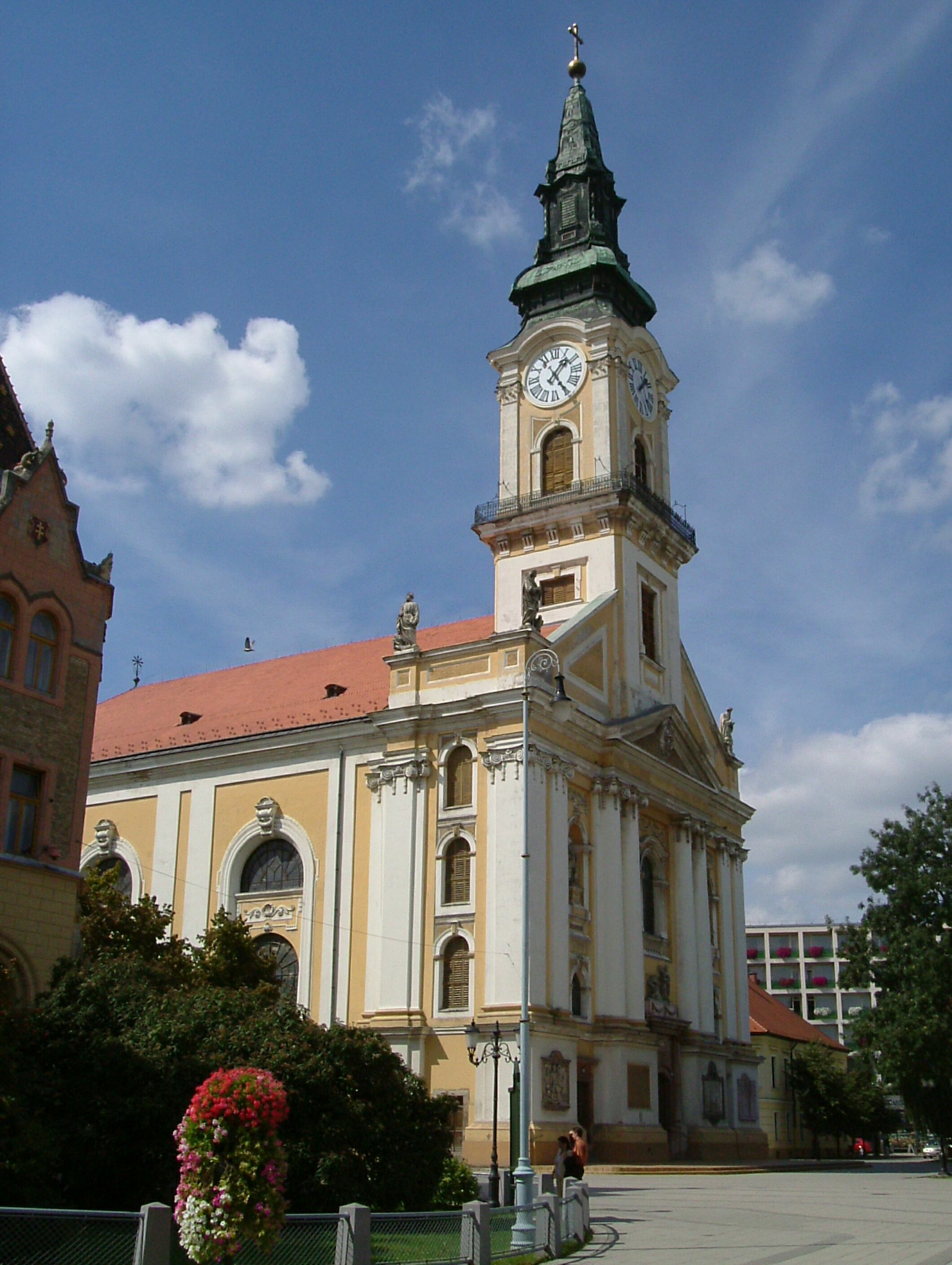
Nagytemplom

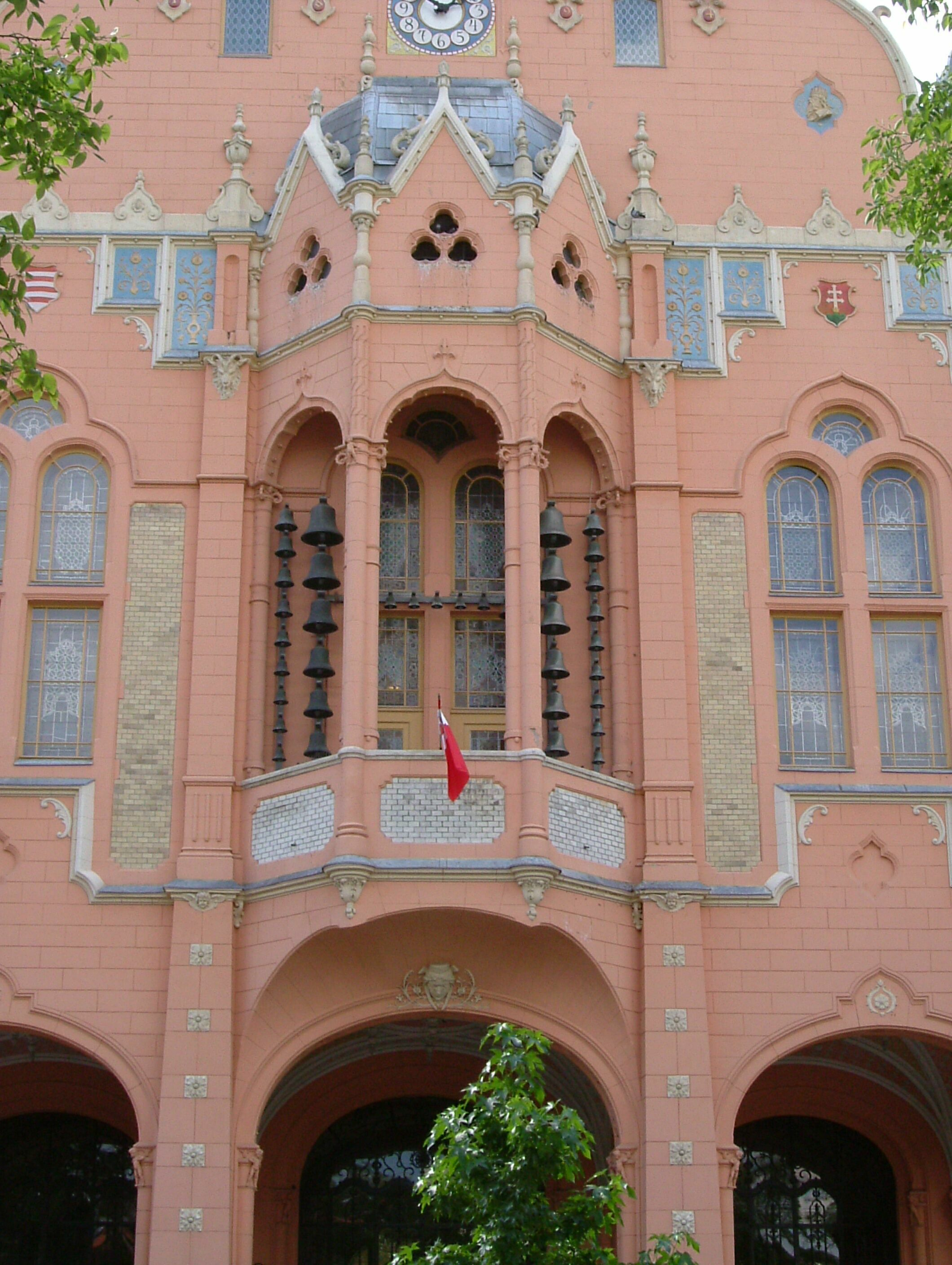
Harangjáték a Városházán

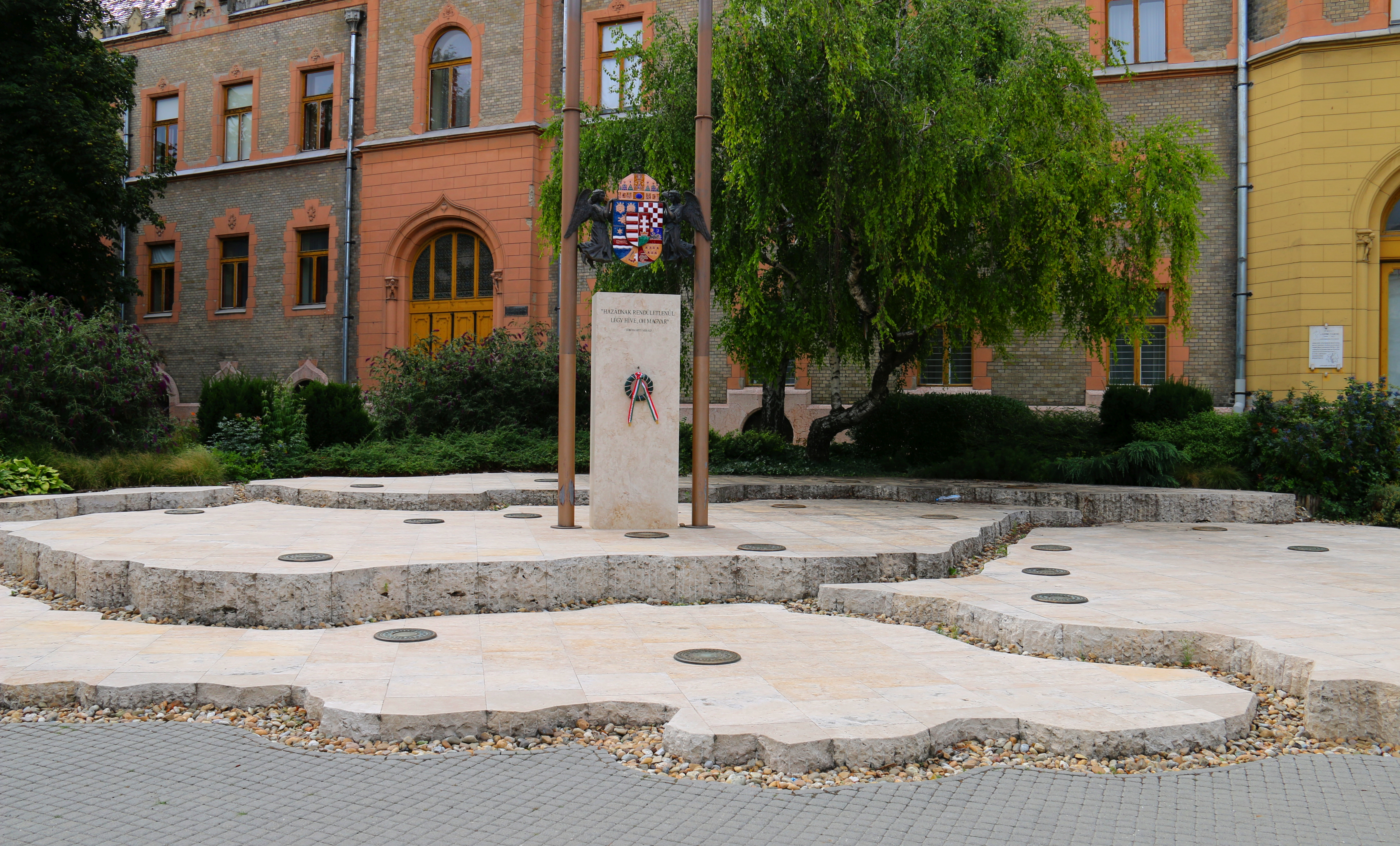
Trianon-emlékmű a szétszabdalt Nagy-Magyarországgal és az angyalos címerrel a kecskeméti Városháza mellett

A város építészetére erősen rányomja bélyegét a szecesszió, annak is a népies, magyaros ága. A kecskeméti Városházát maga Lechner Ödön, az új magyar építészeti formanyelv megalkotója tervezte. Itt található a Mende Valér által tervezett Evangélikus bérház (Luther-palota) és a Református Újkollégium, valamint a mindenki által ismert Cifrapalota, amely Márkus Géza alkotása. Kiemelkedő építmény az Öregtemplom, más néven Nagytemplom, mely hosszú időre az alföldi templomok mintaképe lett. Kecskemét legrégebbi, ma is álló épülete az eredetileg román stílusban épült Barátok temploma. Az Evangélikus templomot Ybl Miklós tervezte, romantikus stílusban épült. A városkép része még az 1684-ben felszentelt, több stílusjegyet is magán viselő Református templom, továbbá a mór stílusú, egykori zsinagóga a hagymakupolás toronnyal, és az 1896-ban felavatott, eklektikus neobarokk Katona József Színház, amelyet a színházépítkezéseiről leginkább híres bécsi Fellner és Helmer cég tervezett.

### A kor lenyomata

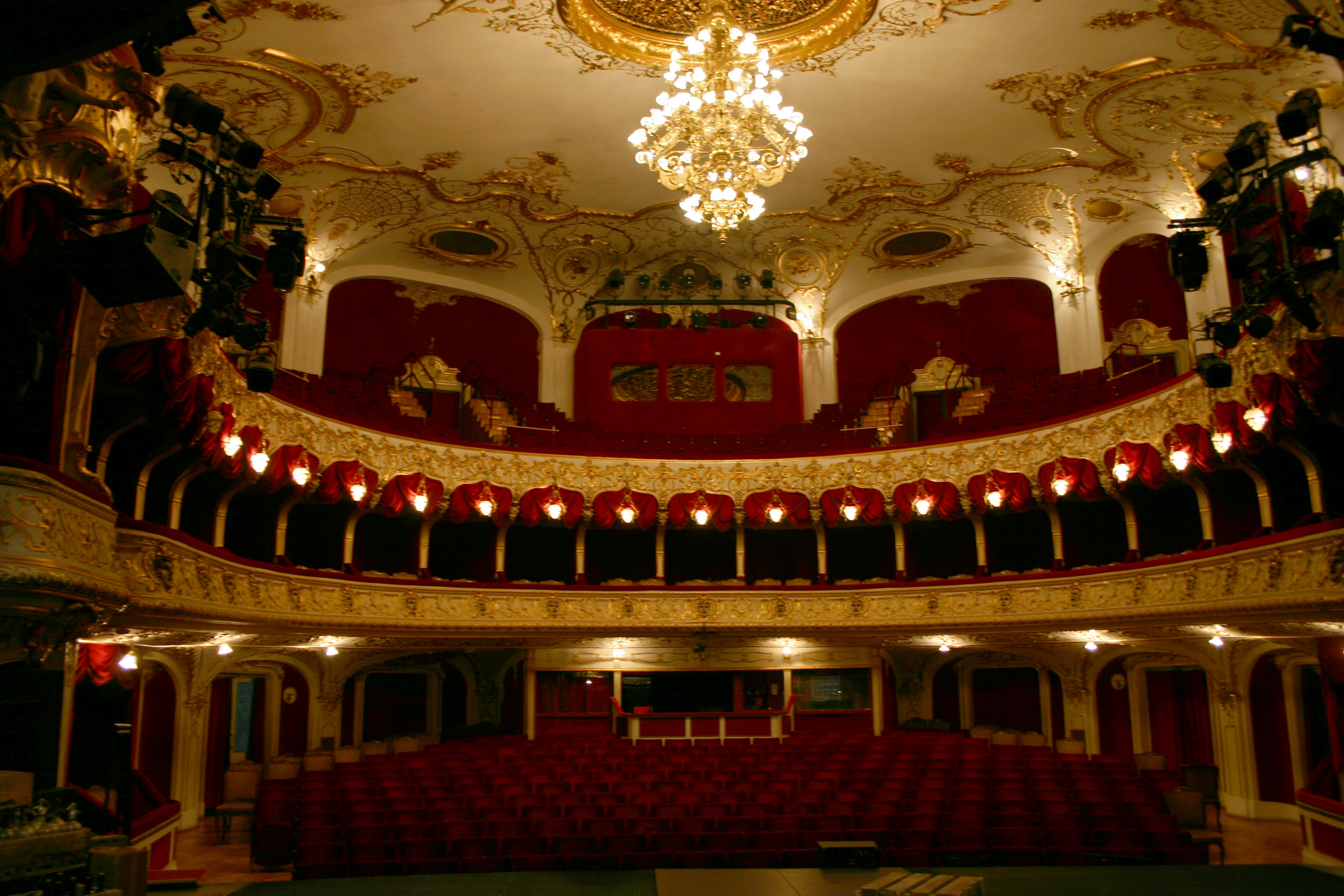
A Katona József Színház belső tere

Kecskemét belvárosán az utóbbi két évszázad vezető ideológiái nagyszabású épületekkel hagytak nyomot. Egyre nagyobb épületek – a katolicizmus a Nagytemplom, a kommunizmus a volt Pártház (ma a Bács-Kiskun Megyei Kormányhivatal), a mai kapitalizmus pedig a Komjáthy Attila és Fábián László vezető építész nevéhez köthető Malom Központ – felhúzásával akarta mindegyik a városi szimbolikus teret uralni, egyben a grandiózusabb építőipari-esztétikai teljesítményével jelezni, hogy szellemileg is lekörözi az előzőt. A szocializmus ideje alatt nagyszabású városrendezési terv keretében a városközpontban a helyi és a szegedi házgyár elemeiből panelházak épültek. Az építkezésnek sok régi, múlt századi polgárház és utca áldozatául esett.

## Kultúra
- Kecskemét irodalmi, kulturális hagyományai ezer szállal kötődnek a magyar kultúra egészéhez. Itt fordította le Kecskeméti Vég Mihály az 55. zsoltárt, melyet Kodály Zoltán Psalmus Hungaricusa a magyar kultúra legragyogóbb értékei közé emelt.[11]
- Kecskeméten született Kelemen László (1762–1814), az első magyar hivatásos színtársulat vezetője. Társulatának pesti feloszlása után 1796-ban itt rendezte meg az első vidéki vándorszínházi előadásokat.[11]
- 1791-ben régi kecskeméti családban látta meg a napvilágot Katona József, a máig legjelentősebb nemzeti dráma, a Bánk bán szerzője.[11]
- 1842-44 között a református jogakadémia növendéke volt Jókai Mór, aki a „puszták metropoliszának” nevezte Kecskemétet.[11]
- 1843-ban három hónapig vándorszínészként itt szerepelt Petőfi Sándor, aki korábban 1828-31 között az evangélikus elemi iskolában tanult. Vándorszínészként kilenc verset írt Kecskeméten. Ő „hírös városnak”, míg Móricz Zsigmond „a magyar nép munkás élete mintaterületének” nevezte Kecskemétet.[11]
- Kecskeméten született 1882-ben (a mai vasútállomás épületében) a legnagyobb magyar zeneszerző és zenepedagógus Kodály Zoltán. A nevével fémjelzett zenetanítási módszer ma már világhírű. A zenei anyanyelv és kultúra elsajátítását és terjesztését szolgálja a Kodály Zoltán ének-zenei Általános Iskola és Gimnázium, továbbá az 1975-ben megnyílt Kodály Zoltán Zenepedagógia Intézet.[11]
- 1889-ben adják ki Mikszáth Kálmán török időkben játszódó romantikus regényét, A beszélő köntös címmel, amelynek helyszíne Kecskemét.[59][60]
- 1912-ben Iványi-Grünwald Béla irányításával megalakult a Kecskeméti művésztelep. A város híres festője volt Muraközy János (1824–1892), akinek a tiszteletére külön szobát rendeztek be. Kecskeméten nőtt fel Fényes Adolf. A művésztelepen élt és alkotott hosszabb ideig Perlrott-Csaba Vilmos, Herman Lipót, Czigány Dezső, Uitz Béla, Kisfaludi Strobl Zsigmond, Korda Vince, Kmetty János és Révész Imre.
- A Pannónia Filmstúdió helyi műtermében különösen az elmúlt években születtek nagy sikerű, fesztiváldíjas alkotások.[11]
- Kecskeméten számos közgyűjtemény, múzeum és szellemi-művészeti műhely tevékenykedik. Országos jelentőségű a Katona József Múzeum, a Ráday-Múzeum, a Magyar Naiv Művészek Múzeuma, a Szórakaténusz Játékház és -Múzeum, az Orvos- és Gyógyszertörténeti Múzeum, a Magyar Fotográfiai Múzeum, a Magyar Népi Iparművészet Múzeuma, a Bozsó-gyűjtemény, a Hanga Óragyűjtemény. A művészeti-szellemi műhelyek közül a Zománcművészeti Alkotóműhely, a Nemzetközi Kerámia Stúdió, a Forrás c. irodalmi folyóirat szerkesztősége emelhető ki. A Kodály-hagyományokat élteti a már említett Kodály Zoltán Zenepedagógiai Intézet és a Kodály-iskola is.[11]
- Kecskemét központi múzeuma a Katona József Múzeum. A Vasútkertben álló eklektikus épületben gazdag régészeti, néprajzi és helytörténeti kiállítás tekinthető meg. A Cifrapalota ad helyet a Kecskeméti Galéria gyűjteményének, a Tóth Menyhért festőművész életművét bemutató kiállításnak, a Nemes Marcell gyűjteménynek és a Glück-féle hagyatéknak. Ugyancsak állandó tárlattal várja a látogatókat a Magyar Naiv Művészek Múzeuma és a Magyar Népi Iparművészet Múzeuma. Az Erdei Ferenc Művelődési Központban – mely a megyei közművelődés szakmai központja – a számtalan színházi előadás, időszakos kiállítás stb. mellett rendszeresen láthatók az itteni Nemzetközi Kerámiastúdió és a Zománcművészeti Alkotótelep lakóinak munkái.[11]
- A város sokszínű kulturális élete hozzájárul a térség idegenforgalmi vonzerejéhez. Kodály Zoltán munkássága ma is élő hagyomány.

## Vendéglátóhelyek, szórakozás
Kecskemét vendéglátóipari illetve szórakoztató szolgáltató helységei az utóbbi években hatalmas teret foglaltak el a történelmi városközpontban. Míg a 2000-es évek elején a városban 48 egység volt bejegyezve, addig napjainkban (2023) 225 vendéglátóipari egységgel büszkélkedhet a megyeszékhely.
| Cukrászdák |
| --- |
| - Aroma cukrászda - Böbe fagyizó - Dinasztia cukrászda - Fahéj cukrászda - Fodor cukrászda-Északi térfal - Fodor cukrászda-Március 15. u. - Fodor cukrászda-Nagykőrösi utca - Fodor cukrászda-Szabadság tér - Falusi cukrászda - Gelateria la Gondola fagyizó - Jakó cukrászda - Jakó cukrászda - Kézműves cukrászda - SweetStore cukrászda - Vincent cukrászda |

| Kávézók, teázók |
| --- |
| - Aranysárkány teázó - Alibi kávézó - Átrium kávézó - Babszínház kávézó - Café Frei Belváros - Café Frei Malom - Delicatesz eszpresszó - Facecafé - Garázs kávézó - Géniusz kávéház - Kéttemplom kávézó - Kiele Music Café - Könyvtár kávézó - Köz'Pont Café - Lulu Café - Lordok kávézó - Művész Art kávézó - Naés? kávézó - Otthon kávézó - Pálma bisztró és Café - Ronch Café - Szil Café - Technika kávézó - Veyron kávézó |

| Éttermek, vendéglők |
| --- |
| - Arany Homok étterem - Bagatell étterem - Bajor étterem - Bistro Mokambo étterem - Bowling Center étterem - Cézár Olasz étterem - Csalánosi étterem - Csaplár vendéglő - Dióhéj étterem - Fekete Gólya étterem - Gokart étterem - Görög Udvar étterem - Három Gúnár étterem - Háry étterem - Hírös Grill étterem - Jófalat vendéglő - Kecskeméti Csárda - Kecskeméti Sörház - Kisbugaci Csárda - Kolbice étterem - Mátyás vendéglő - Olivolá olasz étterem - Pipi Vendéglő - Rozmaring étterem - Sasfészek étterem - Sugovica Halászcsárda - Spaletta étterem - Szélmalom Csárda - Szőlőfürt Fogadó - Vágódeszka - Viktória vendéglő - Wernesgrüner étterem - Zöldfa vendéglő |

## Oktatás
Kecskeméten jelenleg 9 bölcsőde, 42 óvoda, 27 általános iskola, 12 középiskola, 8 gimnázium, valamint a Neumann János Egyetem négy kara folytat itt képzést. A 2017/2018-as tanévben összesen 2920 pedagógus és oktató dolgozott a megyeszékhely oktatási intézményeiben. Az általános iskolákban 1144 tanár a középiskolákban 943 pedagógus valamint 273 oktató volt regisztrálva Kecskemét felsőoktatási intézményeiben. Fontos kiemelni, hogy az önkormányzati kezelésű óvodák, általános iskolák és szakközépiskolák több csoportba összevontan működnek. Jelentősek az egyházi tulajdonú oktatási intézmények, de mellettük találhatunk a városban magánkézben lévő óvodát és iskolát is.
Egyetemek (5 kar)
- Neumann János Egyetem – Gazdaságtudományi Kar
- Neumann János Egyetem – GAMF Műszaki és Informatikai Kar
- Neumann János Egyetem – Kertészeti és Vidékfejlesztési Kar
- Neumann János Egyetem – Pedagógusképző Kar
- Liszt Ferenc Zeneművészeti Egyetem – Zenepedagógiai Kar

## Sportélete

### Labdarúgás
- A város nevezetes labdarúgócsapata a Kecskeméti TE, amely 2022-es újbóli feljutása előtt 2008-tól 2015-ig szerepelt az élvonalban, a 2010-11-es szezon végén Magyar Kupát nyert. Otthona a Széktói Stadion, mely a város Felsőszéktó kerületében található, a máriavárosi vasútállomás közvetlen közelében.
- Az 1992. novemberében alapított Kecskeméti Labdarúgó Club (Kecskeméti LC) a Bács-Kiskun megyei labdarúgó-bajnokság első osztályában szerepel. Színei: lila-sárga.
- Szintén 2008-ban került fel az első osztályba a Hírös Futsal Club SE, ma a város teremlabdarúgását a ScoreGoal Kecskemét csapata képviseli. Otthona a stadion tőszomszédságában található Messzi István Sportcsarnok.

### Egyéb sportágak
A város több élvonalbeli csapattal is büszkélkedhet más sportágakban is. 2008-ban jutott fel az első osztályba  a BB Kecskeméti KSE kézilabdacsapat. A város férfi kosárlabdacsapata, a Kecskeméti KSE 2006-ban megnyerte a Magyar Kupát. Az ország egyik legjobb rögbicsapatának számít a KARC, ugyanez a röplabdában a Kalo-Méh Kecskeméti SE-ről mondható el. Fontos megemlíteni, hogy a kosár-, kézi-, és röplabdacsapat egy egyesített sportegyesület keretein belül működik. A város női kézilabdacsapata a Kecskeméti NKSE, mely a másodosztályban játszik. Asztaliteniszben a Kecskeméti Spartacus SK női és férfi csapata egyaránt az Extraligában szerepel. A Hírös Vízilabda SE a férfiak, míg a Villanó Fókák a nők vízilabdacsapata, mindkettő a másodosztályban játszik. Egyelőre amatőr státuszú a város amerikaifutball-csapata, mely a Kecskemét Goats névre hallgat. Fallabdában, a kecskeméti Etalon SE 2016-ban megnyerte az országos csapatbajnokság másodosztályát, majd a tíz csapatos élvonalban kétszer is az ötödik helyen végeztek, ezzel az ország négy osztályának 43 csapata közül meghatározó csapatnak számít a kecskeméti egyesület.
A csapatsportokon kívül színvonalas a kecskeméti birkózás, búvárúszás, cselgáncs, lovassport, rally, sakk, súlyemelés, úszás, vívás és a több különféle irányzathoz tartozó távol-keleti küzdősport. A város három olimpiai bajnok szülötte Polyák Imre és Bóbis Gyula birkózók, valamint Földi Imre súlyemelő, a Nemzet Sportolója. A kecskeméti sportélet legfontosabb helyszínei a Széktói Stadion, a Messzi István Sportcsarnok és a Kecskeméti Fedett Uszoda. A városlakóknak az egyesületeken kívül is sokféle lehetőségük van a szabadidősport gyakorlására, például a Benkó Zoltán Szabadidőközpontban, a főtéri fedett sakkasztaloknál vagy a Belvárosban rendszeresen megrendezett futóversenyeken. A Kecskeméti Gokart Stadionban gokart- és motorkerékpárversenyeket rendeznek.
További érdekesség, hogy Kecskemét volt az egyetlen város, amely kétszer nyert a Játék határok nélkül 30 éves sorozatában 1993-ban és 1996-ban, ezzel ők számítanak a legeredményesebb csapatnak.

## Testvérvárosai

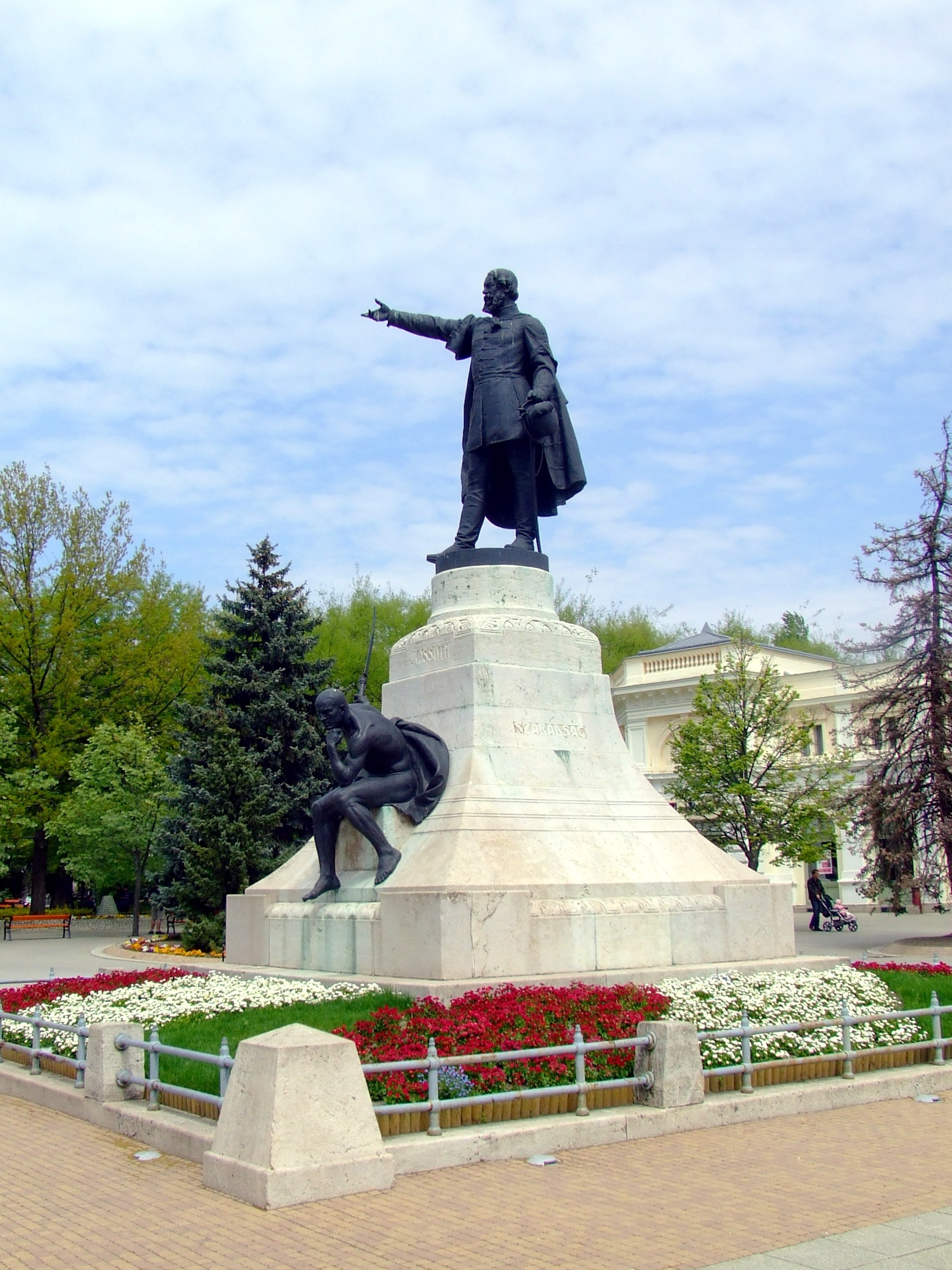
Kossuth Lajos szobra

- Arcueil, Franciaország (1976)
- Beregszász, Ukrajna (2001)
- Coventry, Anglia (1963)
- Dornbirn, Ausztria (1993)
- Galánta, Szlovákia (2002)
- Hyvinkää, Finnország (1985)
- Marosvásárhely, Románia (1999)
- Naharija, Izrael (1990)
- Rodostó, Törökország (2001)
- Rüsselsheim am Main, Németország (1991)
- Szimferopol, Ukrajna (1963)
- Viborg, Dánia (1997)
- Wadowice, Lengyelország (2007)
- Aomori, Japán (1994)[69]
- Sepsiszentgyörgy, Románia (partnerváros)

## Helyi intézmények
- Ciróka Bábszínház
- Hírös Agóra Kulturális és Ifjúsági Központ Nonprofit Kft.
- Katona József Megyei Könyvtár
- Katona József Színház
- Kecskeméti művésztelep, amely 1912 óta működik
- Kecskeméti Ifjúsági Otthon

### Országos jelentőségű intézmények
- Dán Kulturális Intézet
- Kodály Intézet
- Magyar Fotográfiai Múzeum
- Vidékfejlesztési Államtitkárság – 2015.01.01. óta

### Hagyományos kecskeméti rendezvények
- Kecskeméti Tavaszi Fesztivál (évente)
- Csipero – Európa jövője Nemzetközi Gyermek és Ifjúsági Találkozó (kétévente)
- Hírös Hét Fesztivál (évente)
- Kecskeméti Animációs Filmfesztivál (háromévente)
- Bohém Ragtime és Jazz Fesztivál (évente)
- Kecskeméti Nemzetközi Repülőnap és Haditechnikai Bemutató

## Média

### Televízió
- Kecskeméti Televízió [70]

### Rádió
- Rádió 1 Gong – FM 96,5 MHz, Megyeháza, 1 kW
- Kossuth Rádió – FM 104,9 MHz, Szolnokihegy, 1 kW
- Hír FM – FM 97,7 1 kW

### Elektronikus sajtó
- Hiros.hu – Kecskemét és a régió hírportálja
- Kecskeméten.hu – Kecskemét közösségi hír és programajánló portálja
- Keol.hu - Kecskemét online
- Kecsup.hu - Kecskeméti független online médium
- Kecskerégen.hu - Kecskeméti független online helytörténei magazin

### Turizmus
Kecskeméti Élményfürdő és Csúszdapark: termálfürdő, élményfürdő, uszoda. Vadaspark.
Élményfürdő, gyógyfürdő és uszoda: 2011. december 22-én adták át az ország egyik legmodernebb fürdőkomplexumát, az új Kecskeméti Fürdőt. A 2800 négyzetméter fedett vízfelülettel rendelkező wellness fürdő az ország egyik legrangosabb versenyuszodáját is magában foglalja.

### Helyi honlapok
- Kecskeméti Szuperinfó – Ingyenes információs hetilap minden héten.
- Családinfó
- Alföldi Civil Napló – A civil hírportál
- Porta Egyesület – Környezetvédő, Városvédő Közhasznú Egyesület
- Karol Wojtyła Barátság Központ – szociális szolgáltató ház
- VÁKUM – Kecskemét kétszeres Goldenblog-helyezett blogja
- Kesport – Kecskemét legnagyobb sportoldala
- Kecskemét Blog – Kecskemét blog: a kecskemétiek blogja
- Kecskemét. Pont ma! – Kecskemétre fókuszáló hírgyűjtő portál
- Híröshír.hu – A kecskeméti hírportál
- Hírös.Index – Az Index.hu Bács megyei mutációja
- KecskeNet
- Bács-Kiskun MAGAZIN – Bács-Kiskun megyei hírportál
- Bács-Kiskun online
- Petőfi Népe – Bács-Kiskun megyei napilap
- Kecskeméti Lapok – városi hetilap
- Alföldi Lapok
- Forrás : szépirodalmi, szociográfiai, művészeti folyóirat online
- Kecskeméti Est
- Hírös Naptár – értékőrző helytörténeti havilap
- Zsenge-mét – a kecskeméti fiatalok blogja
- Kmet.hu -> „Csak röviden…” – Kecskeméti Információs Portál
- Kecske-met.com – Kecskemét időjárása

## További képek galériája

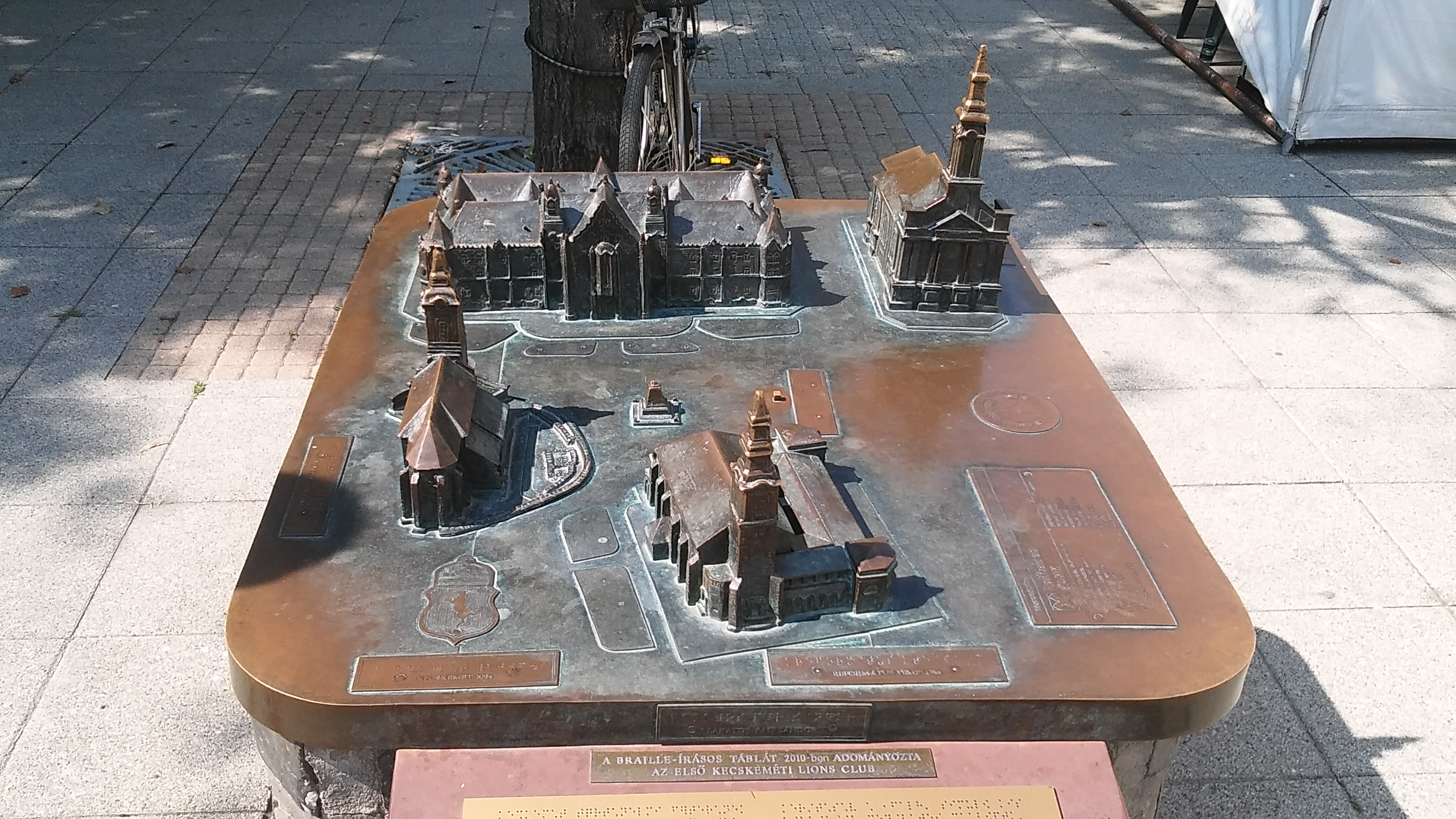
A főtér fém makettje
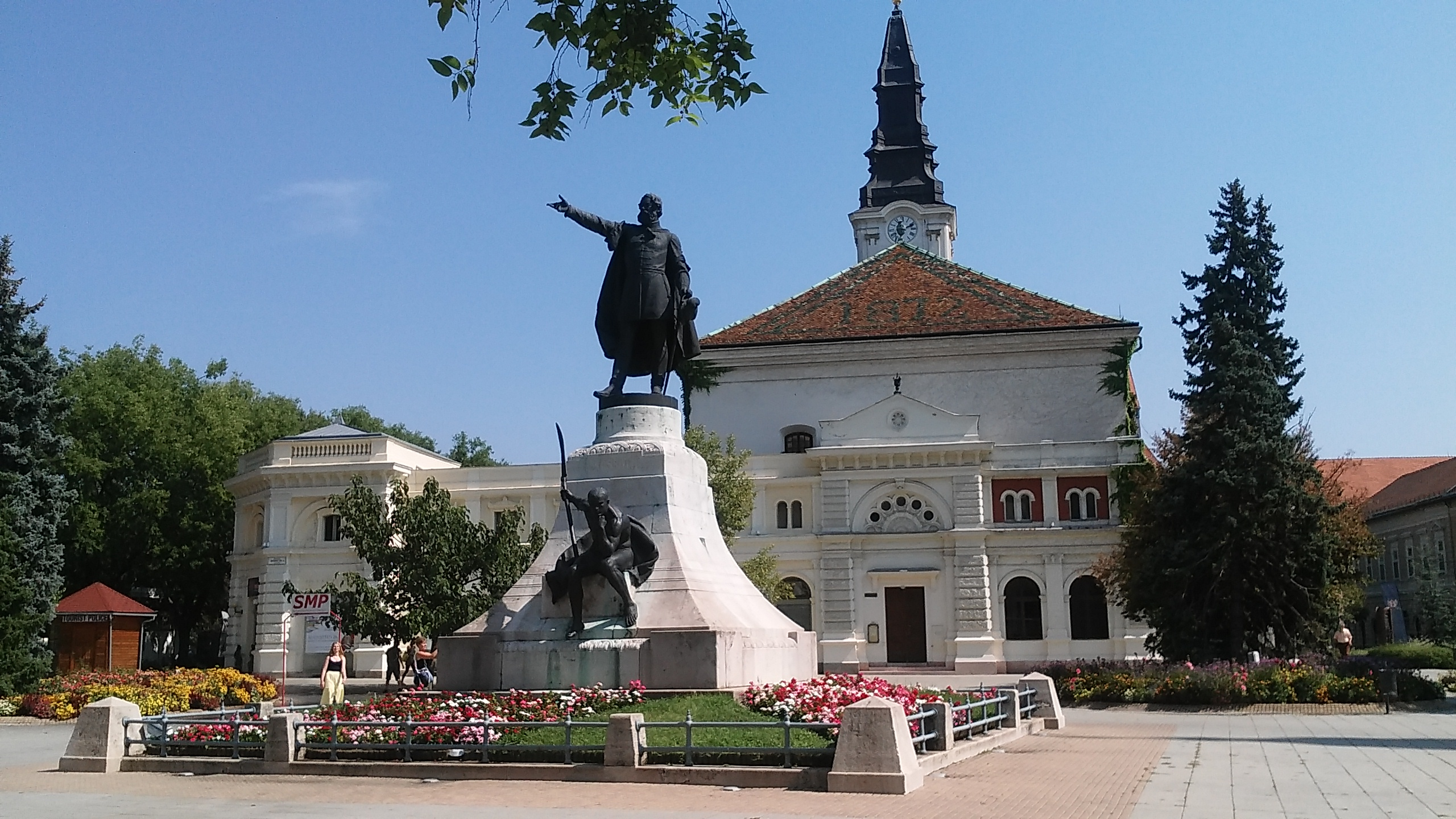
Kossuth-szobor Kecskeméten
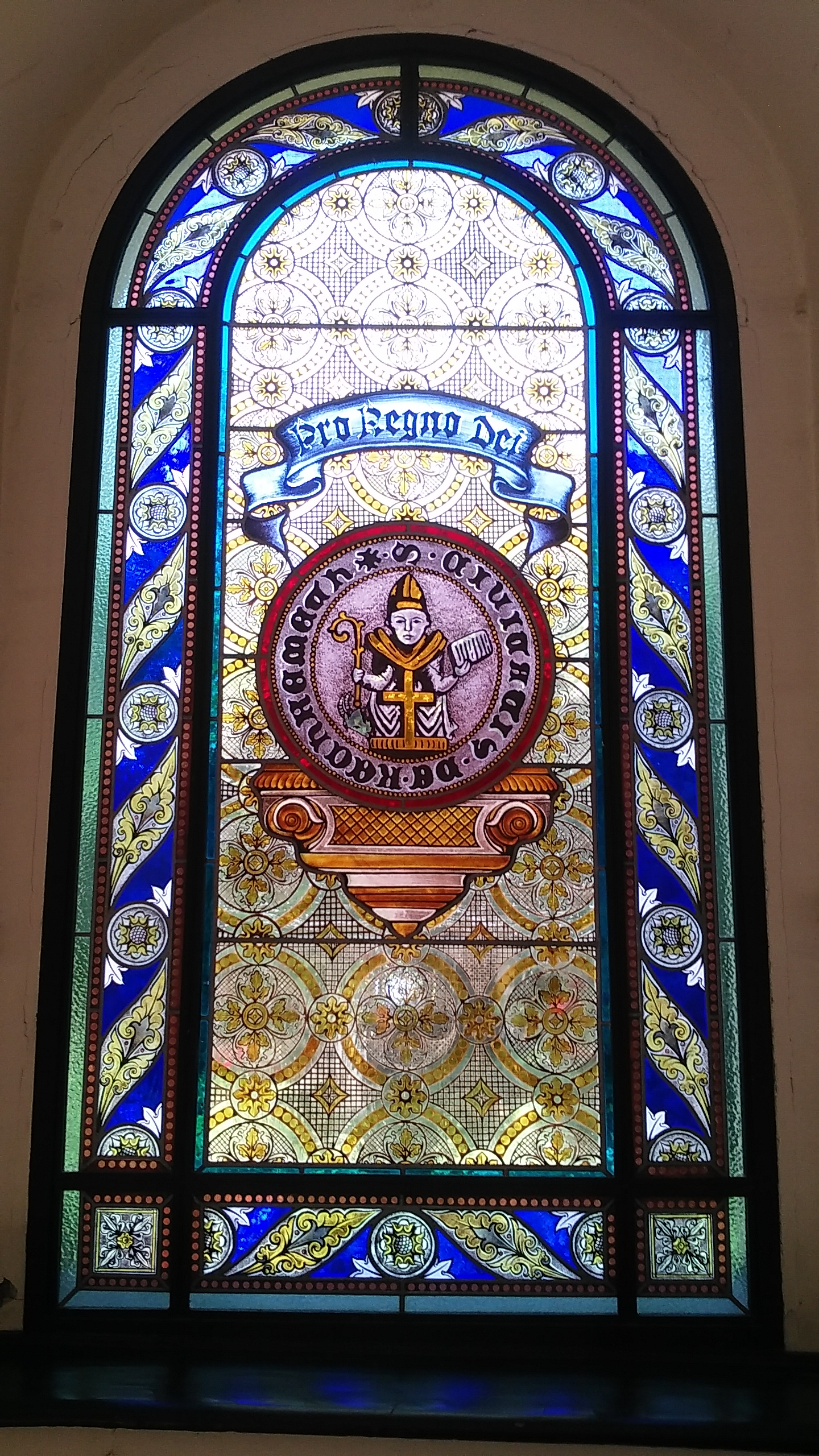
Díszüveg ablak a kecskeméti ferences templomban
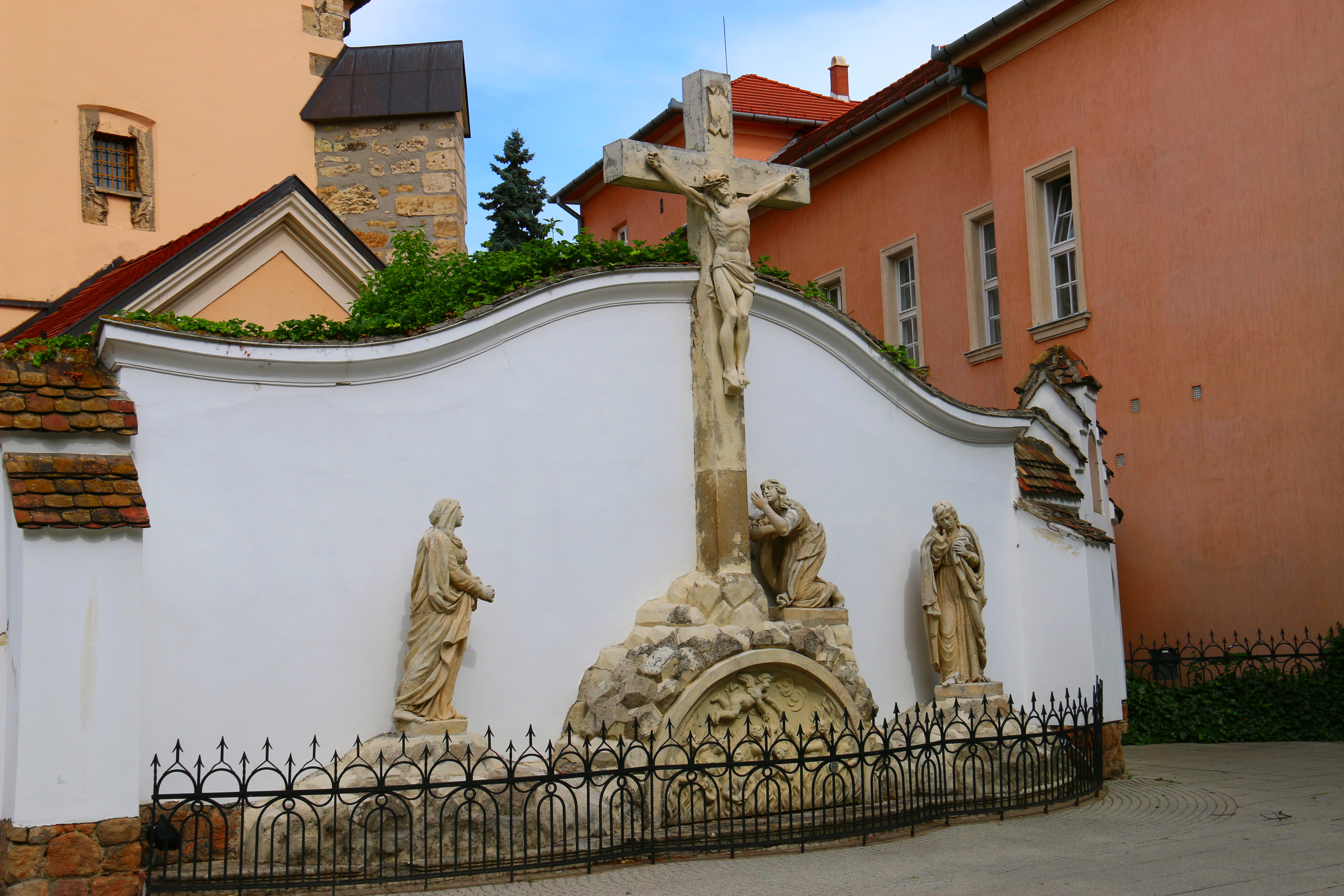
Feszület Kecskemét Belvárosában